# Galleria Palatina

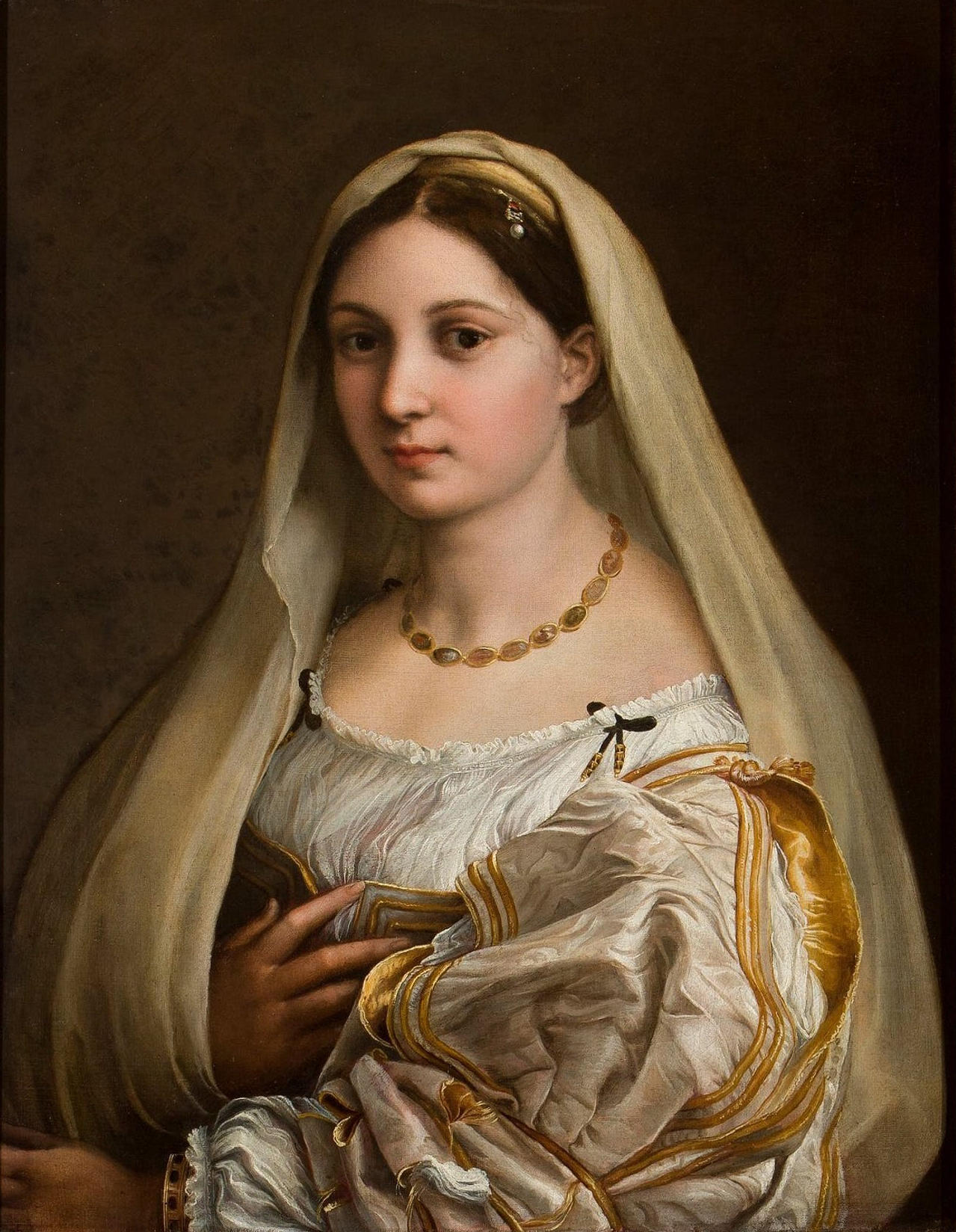
Raffaello, La Velata

La Galleria Palatina è un museo ospitato in Palazzo Pitti a Firenze, facente parte, insieme al Giardino di Boboli, delle Gallerie degli Uffizi.
Ospitata all'interno del complesso architettonico, si trova al piano nobile, articolandosi in ventotto sale che si estendono nell'ala laterale settentrionale posteriore del complesso architettonico e nella parte laterale settentrionale e nella parte centrale posteriore del corpo di fabbrica principale del palazzo.
Si tratta della "quadreria" dei Granduchi di Toscana: l'allestimento infatti rispetta il gusto dei secoli passati, con i dipinti collocati su più file, selezionati per criteri decorativi, e non per periodo e scuole. Cronologicamente, a parte qualche eccezione, i dipinti coprono soprattutto i secoli XVI e XVII, facendone uno dei musei più importanti in Italia nel suo genere, nonché una tappa obbligata per la conoscenza della storia del collezionismo europeo.
Nel 2013 il circuito museale di Palazzo Pitti, che oltre alla Galleria Palatina, comprende anche la Galleria d'arte moderna, gli Appartamenti monumentali, il Tesoro dei Granduchi e il Museo della Moda e del Costume è stato il tredicesimo sito statale italiano più visitato, con 386.993 visitatori e un introito lordo totale di 1.983.028,75 Euro. Nel 2016 il circuito museale ha fatto registrare 400.626 visitatori.

## Descrizione

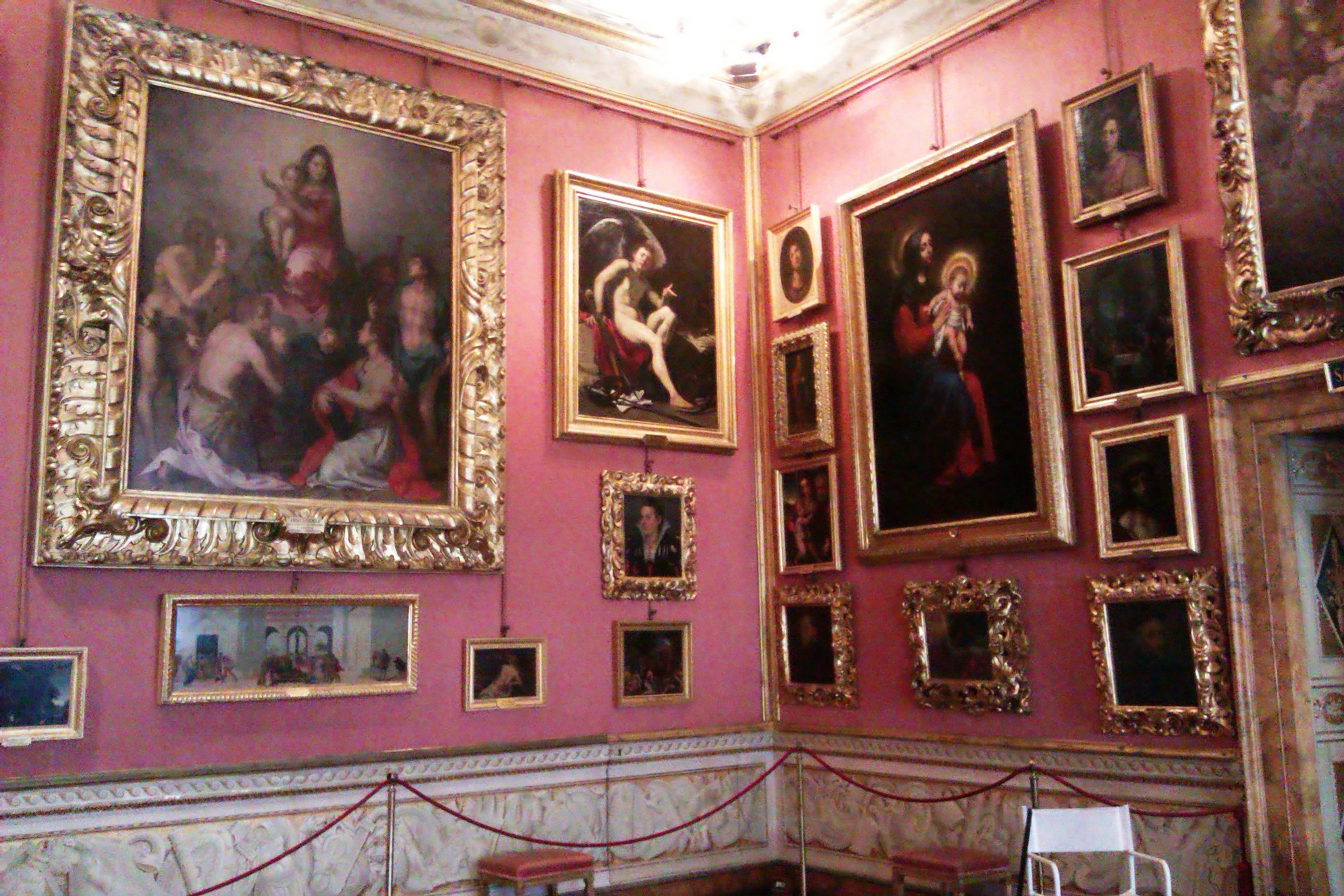
Sala dell'Aurora.

La Galleria è situata in alcuni fra i più bei saloni del piano nobile del palazzo, ricchi di affreschi (soprattutto di Pietro da Cortona) e stucchi. La superba collezione di dipinti è centrata sul periodo del tardo Rinascimento e il barocco, l'epoca d'oro del palazzo stesso, ed è il più importante ed esteso esempio in Italia di "quadreria", dove, a differenza di un allestimento museale moderno, i quadri non sono esposti con criteri sistematici, ma puramente decorativi, coprendo la maggior parte della superficie della parete in schemi simmetrici.
L'allestimento è dunque molto fedele all'allestimento voluto dal granduca Pietro Leopoldo tra la fine del Settecento e l'inizio dell'Ottocento.In particolare in quel periodo si provvide a sistemare nel palazzo una parte delle opere dell'immenso patrimonio mediceo che non poteva essere tutte esposte agli Uffizi per ragioni di spazio fisico, escludendo, in linea di massima e con le dovute eccezioni, le opere del primo periodo del Rinascimento, fino ai primi del Cinquecento.
La sistemazione a quadreria, esaltata dalle ricche cornici intagliate e dorate, aveva lo scopo di stupire e meravigliare i visitatori dei saloni di rappresentanza. Oltre che dai dipinti, le sale sono arricchite anche da sculture e pezzi di mobilio pregiato, come i tavoli e i cabinet magnificamente intarsiati di pietre dure secondo l'arte del commesso fiorentino, praticata fin dal Seicento dall'Opificio delle Pietre Dure.
A conclusione della "galleria" vera e propria una serie di stanze fa parte degli Appartamenti monumentali, che formavano un tempo un museo a parte.

## Storia delle collezioni
Il fondo base del museo è composto da circa 500 dipinti, ben più di quelli esposti agli Uffizi, che testimoniano il personale gusto collezionistico di vari componenti della famiglia Medici, e che furono donati nel 1743 alla città di Firenze per volontà testamentaria dell'ultima erede della dinastia Anna Maria Luisa de' Medici, evitandone la dispersione. A palazzo Pitti erano anche conservate le eccezionali raccolte di Vittoria della Rovere, sposa del granduca Ferdinando II e ultima erede dei duchi di Urbino, delle quali facevano parte un gran numero di tele di Raffaello e Tiziano.
Spesso i quadri a soggetto sacro, nati per abbellire gli altari di varie chiese, vennero acquistati sia dai Medici che dai Lorena in cambio di copie o di opere moderne fatte fare per l'occasione; tuttavia il cambio di collocazione, dalla chiesa al palazzo, comportava spesso una manomissione dei dipinti, con tagli ed aggiunte necessari a uniformare le dimensioni per creare composizioni di fantasiose geometrie sulle pareti. Spesso quadri di epoche ed autori diversi venivano accostate in pendant per il loro tema, o per la composizione delle scene, o più semplicemente per la similarità estetica.
Pietro Leopoldo, come accennato, nel suo programma di razionalizzazione di ogni aspetto della città, divise grosso modo le opere di pittura e scultura (antica e moderna) tra gli Uffizi e Palazzo Pitti, mentre le gemme, le curiosità naturalistiche e scientifiche divennero il nucleo originario del Museo di Storia Naturale.
Notevoli furono le opere spedite dalla Galleria Palatina in Francia durante le spoliazioni napoleoniche. Canova aveva a disposizione una lista di quadri che erano stati spediti al Musee Napoleon, ovvero il Louvre. Egli si occupò poi di rintracciare e riportare in Italia opere principalmente figurative e scultoree. Da notare come numerose opere si persero durante il tragitto in Francia o non vennero mai rintracciate.  Le Storie di Giacobbe e di Muzio Scevola di Bonifacio Veronese, il Mosé che attraversa il Nilo di Paolo Veronese e la Sacra famiglia di Annibale Carracci vennero spedite in Francia ma vennero perse durante il trasporto e non raggiunsero mai destinazione. Il Ritratto d'uomo di Bartholomeus van der Helst raggiunse Parigi e venne esposto al Musee Napoleon ma se ne perse poi traccia. Il Ritratto di Fedra Inghirami, la Madonna della Seggiola, il Ritratto del cardinal Bibbiena di Raffaello Sanzio vennero portate al Louvre e successivamente restituite grazie l'opera del Canova, che cercò anche di rimediare offrendo la Venere italica ai fiorentini.
La prima apertura al pubblico della galleria risale al 1833. Nel 2014 la Riforma Franceschini ha unito i musei degli Uffizi e di Palazzo Pitti in un'unica entità museale autonoma. Da allora è in corso un riordino delle collezione, che ha comportato a volte uno scambio di opere tra le due diverse sedi. Ad esempio i ritratti di Agnolo Doni e della moglie Maddalea Strozzi, di Raffaello, sono stati trasferiti agli Uffizi per affiancare il Tondo Doni, mentre a Pitti è ad esempio arrivato il Ritratto di Leone X sempre di Raffaello.

## Il percorso espositivo
La galleria si trova al primo piano nel braccio sinistro del palazzo, dove si trovano alcune delle sale più belle dell'intero complesso. Dopo il maestoso scalone dell'Ammannati, si arriva alle sale che venivano per lo più usate dal Granduca, sia per la residenza privata, sia per le udienze pubbliche. Il percorso espositivo inizia nel vestibolo e prosegue con alcune sale dedicate alla scultura (interessanti i busti dei granduchi, soprattutto di Cosimo I ritratto come un imperatore romano) e al mobilio antico, come la sala degli Staffieri, la Galleria delle Statue e la sala del Castagnoli, oltre la quale a sinistra inizia la galleria vera e propria. Le sale seguenti prendono il nome dal tema degli affreschi che le decorano sulle volte. Il ciclo è dedicato alla mitologia greco-romana, ma celebra anche la dinastia di casa Medici secondo un preciso e articolato sistema simbolico. In particolare i soggetti mitologici rappresentano degli esempi che alludono al tema della Vita e educazione del Principe, e rappresentano un'opera fondamentale del barocco a Firenze, che produssero profonda influenza sugli artisti locali dal Seicento in poi. Gli affreschi delle prime cinque sale furono realizzati dal più celebre pittore dell'epoca, Pietro da Cortona, mentre le altre sale sono opera di artisti neoclassici della prima metà dell'Ottocento.
Opere nell'Anticamera degli Staffieri:
- Jusepe de Ribera, Martirio di san Bartolomeo, 1620-1630
- Anton Domenico Gabbiani, Ritratto del Gran Principe Ferdinando de' Medici, circa 1683
- Franz Ferdinand Richter, Ritratto del Granduca Gian Gastone de' Medici, 1737
- Arte romana del II secolo d.C., due statue con Fauni e pantere
- Baccio Bandinelli, Bacco, 1549
- Pietro Francavilla, Mercurio, 1604
- Baccio Bandinelli, Busto di Cosimo I de' Medici, circa 1554
- Giuseppe Belli, Busto del Granduca Ferdinando III di Lorena, circa 1793
- Cerchia dei Carracci, Ritratto maschile, circa 1587-1588
- Manifattura del secolo XIX, due coppie di colonne
- Giuseppe Colzi, Ranieri Bardi e Lorenzo Ristori, console, 1833

Opere nella Galleria delle Statue:
- Arte romana, Ritratto cosiddetto di Ovidio
- Arte romana, Settimio Severo
- Arte romana della prima età repubblicana, Testa del Doriforo, 450-440 a.C.
- Arte romana del I secolo, Mercurio
- Arte romana del I-II secolo d.C., Afrodite Cnidia
- Arte romana del II secolo d.C., Atleta
- Arte romana del II secolo d.C., Atena
- Arte romana del II secolo d.C., Esculapio
- Arte romana del II secolo d.C., Ritratto di Marco Aurelio, 160-180
- Arte romana del II secolo d.C., Ritratto di Caracalla
- Arte romana del II secolo d.C., Ritratto maschile, 130-140
- Arte romana del II secolo d.C., Ritratto giovanile di Marco Aurelio, 144-147
- Arte romana del II secolo d.C., Igea, 100-150
- Arte romana del II secolo d.C., Satiro e Pan, 150 circa
- Arte romana del II secolo d.C., Satiro e Pan
- Arte romana del II secolo d.C., Ritratto maschile, 130-140
- Arte romana di età Antonina del II secolo d.C., Antonino Pio
- Arte romana di età Antonina del II secolo d.C., Ritratto femminile, circa 170
- Arte romana di età Antonina del II secolo d.C., Ritratto di Lucio Vero, 160-169
- Arte romana di età Antonina del II secolo d.C., Ritratto di Antonino Pio, 138-161
- Arte romana di età Antonina del II secolo d.C., Mercurio
- Innocenzo Spinazzi, Ritratto di Pietro Leopoldo, 1773
- Scuola fiorentina del XVII secolo (?) Ritratto del cosiddetto Virginio
- Scuola fiorentina del XVIII secolo, Ritratto di Cosimo II
- Scuola fiorentina del XVIII secolo, Ritratto di ignoto
- Giovan Battista Ferrucci del Tadda e collaboratori, Ritratto del Granduca Cosimo I, 1587

Opere nella Sala del Castagnoli:
- Arte romana del II secolo, Statua di Cesare Augusto
- Arte traianea, Statua di barbaro prigioniero
- Giovanni Dupré, tavolo detto delle Muse, 1853
- Giovan Battista Giorgi, tavolo detto delle Muse, 1853
- Manifattura cinese, dinastia Qing, regno Kangxi, quattro vasi

### Quartiere del Volterrano
Baldassarre Franceschini, detto il Volterrano, fu pittore di corte nel Seicento ed affrescò la sala detta Delle Allegorie, anche se anche i quattro ambienti successivi vengono generalmente indicati con il suo nome. Queste sale, che danno sul maestoso cortile interno dell'Ammannati, non erano usati come galleria originariamente, ma furono adibiti a questo scopo solo nel 1928 quando si resero necessari nuovi spazi per ospitare opere provenienti soprattutto dalla soppressione di monasteri e chiese.
Opere nella Sala delle Allegorie:
- Benedetto Luti, Testa di giovinetta
- Benedetto Luti, Testa di cherubino
- Scuola bolognese del XVII secolo, Riposo nella fuga in Egitto
- Carlo Antonio Sacconi, Ritratto di un orientale, circa 1698
- Justus Suttermans, Ritratto maschile in armatura, circa 1645-1650
- Justus Suttermans, Ritratto del signor Puliciani, circa 1650-1660
- Justus Suttermans, Giuramento del Senato fiorentino a Ferdinando II de' Medici, circa 1624
- Justus Suttermans, Ritratto di Cosimo III de' Medici, circa 1665
- Justus Suttermans, Ritratto di Caterina Puliciani, circa 1650-1660
- Justus Suttermans, Ritratto dell'arciduca Carlo d'Austria, 1623-1625
- Justus Suttermans, Ritratto di Margherita de' Medici, post 1646
- Volterrano, Amore venale, circa 1642
- Volterrano, Burla del pievano Arlotto
- Volterrano, Amore dormiente, circa 1642
- Volterrano, Ritratto di Antonio Baldinucci, ante 1681
- Livio Mehus, Genio della scultura, circa 1650
- Artemisia Gentileschi, Madonna col Bambino, circa 1610-1611
- Scuola del Vasari, Nascita della Vergine, 1568
- Scuola del Vasari, Visione del conte Ugo, 1568
- Anastagio Fontebuoni (?), San Giovannino nel deserto, inizi del XVII secolo
- Scuola fiorentina del XVII secolo, Gesù Bambino addormentato sulla Croce
- Cristofano Allori, Madonna col Bambino, 1620
- Giovanni da San Giovanni, Prima notte di nozze, circa 1620-1622
- Giovanni da San Giovanni, Matrimonio mistico di santa Caterina d'Alessandria, 1634
- Giovanni da San Giovanni, Cristo servito dagli angeli, circa 1623-1624
- Giovanni da San Giovanni, Pittura che dipinge la Fama, 1634 circa
- Giovanni da San Giovanni, Venere che pettina Amore, 1627
- Gregorio Pagani, Tobia rende la vista al padre, 1604
- Girolamo Macchietti, Venere e Adone, circa 1570-1572
- Cristofano Allori, copia della Maria Maddalena leggente, del Correggio
- Maso da San Friano, Ritratto di Elena Gaddi Quadratesi
- Alessandro Allori, Ritratto femminile di casa Medici, circa 1570-1572
- Alessandro Allori (bottega), Ritratto femminile, circa 1580
- Cristofano dell'Altissimo, Ritratto di Clarice Ridolfi Altoviti
- Il Cigoli, Santa Maria Maddalena penitente, 1605
- Alessandro Allori, Ritratto femminile
- Cristofano dell'Altissimo, Ritratto di Isabella Ruini (?)
- Carlo Antonio Sacconi, Ritratto del padre servita Giunta
- Bottega del Bronzino, Ritratto di Cosimo I de' Medici
- Cesare Dandini, Ritratto maschile
- Scuola tedesca del XVI secolo, Ritratto maschile, 1533
- Giulio Cesare Procaccini, Adorazione dei pastori, circa 1604
- Lavinia Fontana, Ritratto di Isabella Ruini (?), 1593
- Scuola fiorentina (?) del XVI secolo, Ritratto di Maria de' Medici, circa 1581-1582
- Scuola fiorentina del XVI secolo, Ritratto di Bianca Cappello
- Frans Pourbus il Giovane, Ritratto di Elisabetta di Francia, circa 1611-1612
- Frans Pourbus il Giovane, Ritratto di Luigi XIII di Francia, circa 1611
- Onorio Marinari (?), David e Golia
- Livio Mehus, Santa Maria Maddalena penitente, circa 1660-1670
- Scuola veneta del XVI secolo, Ritratto maschile (già detto di "Antonio Carracci")
- Livio Mehus, Santa Maria Maddalena in estasi, circa 1660-1670
- Emilio Zocchi, Michelangelo fanciullo che scolpisce il Fauno, circa 1862
- Manifattura toscana, console, circa 1750-1774
- Manifattura fiorentina, console, circa 1750-1774

Opere nella Sala delle Belle Arti:
- Federico Barocci, Vergine annunziata
- Federico Barocci, Angelo annunziante
- Scuola fiamminga del XVI secolo, Ritratto maschile, circa 1509-1510
- Maso da San Friano e Tommaso Manzuoli, Ritratto femminile
- Scuola fiorentina del XVI secolo, Ritratto maschile, circa 1570-1580
- Peter Paul Rubens, Resurrezione di Cristo, 1616
- Carlo Dolci, Visione di san Ludovico di Tolosa, circa 1681-1686
- Il Cigoli, Madonna insegna a leggere al Bambino, circa 1595
- Il Cigoli, San Francesco in preghiera, circa 1600
- Il Cigoli, Martirio di santo Stefano, 1597
- Cristofano Allori, Adorazione dei Magi, 1611
- Jacopo Ligozzi, Trasporto del corpo di santa Caterina d'Alessandria sul Monte Sinai, 1617
- Jacopo Ligozzi, Madonna col Bambino che appare a san Francesco d'Assisi, 1618
- Lavinia Fontana (?), Ritratto femminile, circa 1600-1605
- Justus Suttermans, Ritratto di Vittoria della Rovere come santa Margherita, circa 1639
- Giulio Romano, Sacra Famiglia, circa 1512
- Empoli, Madonna del Soccorso, 1593
- Manifattura toscana, tavolo, 1790-1799
- Manifattura lucchese (?), tavolo, 1790-1800

Opere nella Sala dell'Arca:
- Francesco Carradori, Giove Serapide, 1784-1785

Opere nella Cappella delle Reliquie:
- Battistello Caracciolo, Riposo nella fuga in Egitto, 1618
- Giuseppe Collignon, Dio Padre, 1821
- Carlo Dolci, Dio Padre, 1667
- Grazioso Spazzi, Isacco sul rogo, 1860

Opere nella Sala di Ercole:
- Jacques Courtois (detto il Borgognone), Battaglia di Lützen
- Jacques Courtois (detto il Borgognone), Battaglia di Nördlingen, 1656
- Pierre Philippe Thomire, vaso, 1784
- Manifattura francese del XVIII secolo, due orologi
- Giuseppe Colzi, due piani di console, 1821
- Paolo Sani, due basi di console

Opere nella Sala dell'Aurora:
- Justus Suttermans, Ritratto di Ivan Czomodanoff, 1657
- Lorenzo Lippi, Giacobbe e Rachele al pozzo, circa 1640-1645
- Lorenzo Lippi, Trionfo di David, circa 1640-1645
- Volterrano, Ecce Homo, circa 1680-1683
- Justus Suttermans, Ritratto di Maria Maddalena d'Austria come Santa Maria Maddalena, circa 1625-1630
- Empoli, Sant'Ivo protettore delle vedove e degli orfani, 1616
- Empoli, Ebbrezza di Noè, circa 1615-1620
- Jacopo Ligozzi, Adorazione dei Magi, 1597
- Domenico Pugliani, Scena di nascita, circa 1615
- Lavinia Fontana, Ritratto di Francesco Panigarola, 1585
- Pietro da Cortona, Morte di santa Maria Egiziaca, circa 1637
- Jacopo Vignali, Ruggero soccorso da Leone e dalla maga Melissa, 1636
- Jacopo Vignali, Cristo e la samaritana, circa 1620
- Manifattura italiana, due console, secolo XIX
- Manifattura italiana, console, prima metà del secolo XIX

Opere nella Sala di Berenice:
- Francesco Cambi, Ritratto di Stefano della Bella, 1636
- Bottega di Francesco Albani, San Pietro liberato dal carcere
- Volterrano, Santa Caterina da Siena, circa 1680-1683
- Carlo Dolci, Orazione nell'orto
- Carlo Dolci, San Simone, ante 1664
- Luca Giordano, Adorazione dei Magi
- Filippo Tarchiani, Maria porge la veste monacale a una novizia, 1608-1615
- Giovanni Bilivert, Angelica e Ruggero, circa 1623-1624
- Giovanni Bilivert, Sacra Famiglia con san Giovannino, 1635
- Francesco Furini, Adamo ed Eva rimproverati da Dio, circa 1634-1635
- Francesco Furini, Pittura e Poesia, 1626
- Cristofano Allori, Santa Maria Maddalena penitente
- Cristofano Allori, Adorazione dei pastori, circa 1600
- Cristofano Allori, San Francesco in preghiera
- Orazio Riminaldi, Martirio di santa Cecilia, circa 1620-1625
- Livio Mehus, Miracolo di san Zanobi, circa 1665-1670
- Anton Domenico Gabbiani, Morte di san Giuseppe, circa 1726
- Giovanni Bilivert, Giuseppe e la moglie di Putifarre, 1619
- Orazio Samacchini, Sposalizio mistico di santa Caterina d'Alessandria, 1560-1565
- Copia da Hans von Aachen, Sacra Famiglia
- Caravaggio, Cavadenti
- Salvator Rosa, Due uomini in un paesaggio e Uomo seduto in un paesaggio
- Salvator Rosa, Selva dei filosofi, circa 1642-1644
- Salvator Rosa, Paesaggio con ponte rotto, circa 1645-1648
- Salvator Rosa, Paesaggio con arco naturale e cascata, circa 1640-1648
- Salvator Rosa, Marina con fortificazioni e arco naturale, circa 1640-1648
- Salvator Rosa, Marina delle torri, circa 1645-1648
- Salvator Rosa, Empedocle si getta nel cratere dell'Etna, circa 1658-1659
- Salvator Rosa, Paesaggio con albero e figura e Paesaggio con albero e figura in piedi, circa 1648-1649
- Salvator Rosa, Battaglia fra turchi e cristiani, 1642
- Manifattura fiorentina, console, 1833
- Manifattura fiorentina, tavolo, circa 1785
- Manifattura francese "Bled a Paris", orologio
- Lorenzo Dolci, tavolo, circa 1788

Opere nella Sala di Psiche:
- Salvator Rosa, Filosofo (Diogene?) seduto in un bosco
- Manifattura fiorentina, specchiera, 1790-1800
- Manifattura fiorentina del sec. XVIII, tavolo, post 1813
- Manifattura toscana della fine del sec. XVIII, tavolo, circa 1790-1810
- Antonio Cioci, tavolo, 1790-1800

### Sala della Musica
Rientrati nella Sala del Castagnoli, si accede alla Sala della Musica, dalla decorazione neoclassica, detta anche dei Tamburi per via della curiosa forma cilindrica dei mobili. Fu realizzata all'inizio dell'Ottocento unendo due ambienti che collegavano gli appartamenti rispettivi del granduca e della granduchessa. Durante il periodo napoleonico, nel 1813, venne deciso di creare qui un "primo salotto dell'Imperatore", ornato da pitture murali con il Genio di Francia e le battaglie napoleoniche. Nel 1814, con la Restaurazione, la sala decorata per metà fu ristrutturata completamente incaricando Luigi Ademollo di realizzare un affresco sul soffitto con la Gloria di Casa Asburgo. Il fregio a monocromo, che simula efficacemente dei bassorilievi, mostra la Liberazione di Vienna dall'assedio turco nel 1683.
La sala fu destinata quindi agli intrattenimenti musicali, funzione a cui rimandava anche la forma degli arredi.
Nel 1860 i Savoia fecero ritoccare l'affresco aggiungendo la bandiera italiana e trasformando la personificazione dell'Austria in quella dell'Italia, dandole un manto azzurro e la corona sabauda.
Opere nella Sala della Musica:
- Francesco Carradori, quattro busti di imperatori romani
- Pierre-Philippe Thomire, tavolo, 1819
- Manifattura fiorentina del sec. XIX, serie di mobili comprendente dodici credenze e sedici sgabelli (tamburetti), 1820
- Manifattura francese del sec. XIX, quattro candelabri, circa 1805
- Manifattura francese del sec. XIX, orologio, circa 1856
- Manifattura francese del sec. XIX, due orologi

### Galleria del Poccetti
La sala successiva era anticamente una loggetta con volta a botte aperta sul cortile e il giardino, tra gli appartamenti del granduca e della granduchessa. Deve il nome con cui è nota all'errata attribuzione degli affreschi della volta, un tempo creduti di Bernardino Poccetti e invece realizzati dopo la sua morte, al tempo di Cosimo II, su progetto del suo allievo Michelangelo Cinganelli, che li dipinse con l'aiuto di Filippo Tarchiani, Matteo Rosselli e Ottavio Vannini (1620-25). La volta è spartita in riquadri e cartelle, con figure allegoriche quali la Fede, la Giustizia e la Fortezza; nelle lunette le allegorie di Firenze (col marzocco) e di Siena (con la lupa). Il tutto è arricchito da grottesche e stucchi.
Fu chiusa nel 1813 e divenne parte della Galleria.
Opere nella Galleria del Poccetti:
- Andrea Pozzo, Ritratto del padre gesuita Giovan Pietro Pinamonti
- Domenico Fetti (?), Santa Giuliana
- Rosso Fiorentino, Uomo in nero di profilo, 1520-1522 circa
- Bartolomeo Cavarozzi, San Girolamo nello studio, 1617 circa
- Bottega di Pulzone Scipione, Ritratto del cardinale Ferdinando de' Medici, circa 1603-1608
- Federico Barocci, Ritratto del monsignor Francesco Prospero Urbani
- Copia da Peter Paul Rubens, Ritratto di George Villiers duca di Buckingham
- Copia da Peter Paul Rubens, Ritratto femminile
- Lorenzo Lippi, Tre giovani ebrei condotti nella fornace, circa 1635
- Gaspard Dughet, Paesaggio fluviale
- Gaspard Dughet, Paesaggio con fauno e ninfe
- Gaspard Dughet, Paesaggio con pastori e armenti
- Gaspard Dughet, Paesaggio con rovine e figure
- Francesco Furini, Ila e le ninfe, 1630-1633
- Bottega di Domenico Fetti, Parabola del fattore infedele
- Bottega di Domenico Fetti, Parabola della dracma perduta
- Jacob Pynas, Predica di san Giovanni Battista
- Niccolò Cassana, Ritratto maschile
- Bottega di Peter Lely, Ritratto di Oliver Cromwell
- Andrea Schiavone, Adorazione dei pastori
- Justus Suttermans, Ritratto del generale Grifoni (?), circa 1650
- Niccolò Cassana, Ritratto di pittore
- Jan van Scorel, San Francesco d'Assisi riceve le stimmate
- Mattias Ferrucci, Busto di Cosimo II, 1621
- Giovan Battista Foggini, tavolo, 1716
- Jusepe de Ribera, Martirio di san Bartolomeo

### Sala di Prometeo

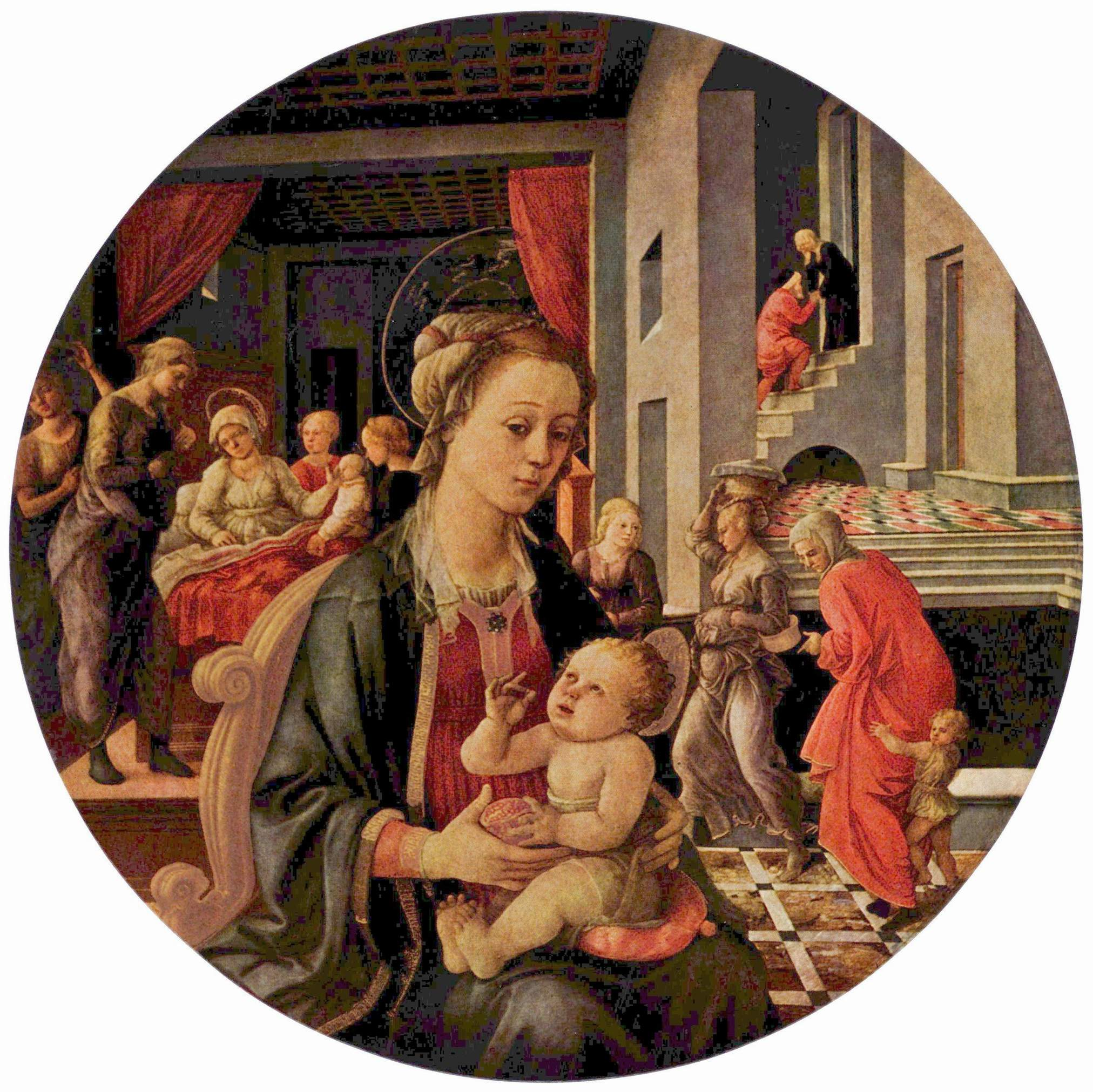
Filippo Lippi, Tondo Bartolini

In epoca medicea questa sala faceva parte dell'appartamento privato del Granduca, sebbene destinato a una funzione pubblica, la riunione del Consiglio del Granducato alla presenza del granduca stesso.
Dal 1809 al 1814 fu ridecorata dal senese Giuseppe Collignon con storie di Prometeo sia nel grande riquadro del soffitto che nel fregio a monocromo; agli angoli le Quattro stagioni.
La sala è dedicata ai dipinti più antichi della collezione, del rinascimento fiorentino, con innanzitutto un capolavoro di Filippo Lippi, il Tondo Bartolini (1450 circa), di delicata armonia tipica della maturità dell'artista, e con alcune pitture di Botticelli e della sua bottega.
Si trova qui anche la Sacra Famiglia con una santa, un tondo di Luca Signorelli. Il primo manierismo toscano è rappresentato dall'Adorazione dei Magi (1523) e dai Diecimila martiri (1530 circa) di Jacopo Pontormo. Ben dodici sono i tondi tipici delle abitazioni private fiorentine, inseriti in cornici neoclassiche coeve al primo allestimento delle sale.
Opere nella Sala di Prometeo:
- Scuola emiliana (?) del XVI secolo, Scena allegorica
- Scuola fiorentina del XVI secolo, Ritratto femminile, circa 1520
- Bottega del Bronzino, Ritratto di Piero de' Medici detto il Gottoso (?)
- Bottega del Bronzino, Ritratto di Cosimo I de' Medici
- Andrea del Minga e Baccio Bandinelli, Cacciata di Adamo ed Eva dal paradiso terrestre, circa 1560
- Pontormo, Adorazione dei Magi
- Michele di Ridolfo del Ghirlandaio (attr.), Ritratto femminile
- Biagio Pupini, Madonna col Bambino e san Giovannino
- Jusepe de Ribera, San Francesco in estasi, 1643
- Girolamo Siciolante da Sermoneta (attr.), Madonna della lucertola
- Giorgio Vasari, Allegoria della Pazienza
- Francesco Salviati (attr.), Ritratto maschile, circa 1550
- Andrea del Minga e Baccio Bandinelli, Creazione di Eva, circa 1560
- Giacinto Gimignani, Rebecca al pozzo
- Maestro della Lamentazione di Scandicci, Madonna col Bambino e san Giovannino, circa 1509-1512
- Mariotto Albertinelli, Adorazione del Bambino, circa 1498
- Bacchiacca, Santa Maria Maddalena, circa 1530
- Santi di Tito, Ritratto di don Giovanni de' Medici, circa 1590
- Amico friulano del Dosso, Ritratto maschile
- Copia da Bartolomeo Schedoni, Madonna col Bambino
- Pontormo, Diecimila martiri, circa 1529-1530
- Maestro del tondo Borghese, Adorazione dei Magi
- Domenico Beccafumi, Sacra Famiglia con san Giovannino e l'agnellino tra serafini, circa 1521-1522
- Piero di Cosimo, Ritratto femminile, 1500-1505
- Cosimo Rosselli, Adorazione del Bambino, circa 1490
- Maestro della Madonna Naumburg (attr), Madonna col Bambino e san Giovannino
- Scuola ferrarese del XVI secolo, Madonna col Bambino tra i santi Benedetto e Andrea
- Fra Bartolomeo, Ecce Homo
- Giovanni Battista Bertucci, Cristo alla colonna, circa 1500-1505
- Sandro Botticelli, Ritratto di giovane, 1470 circa
- Sandro Botticelli, Ritratto di giovane donna, 1485 circa
- Sandro Botticelli, Madonna col Bambino e san Giovannino, 1495 circa
- Sandro Botticelli (bottega), Madonna col Bambino, san Giovannino e gli arcangeli Michele e Gabriele, circa 1485
- Luca Signorelli, Sacra Famiglia con una santa, 1490-1495 circa
- Franciabigio, Calunnia di Apelle, circa 1513
- Pseudo-Granacci, Madonna col Bambino, san Giovannino e due angeli
- Cristofano Allori, Ritratto maschile, circa 1600-1605
- Jacopo de Boateri, Sacra Famiglia
- Valerio Marucelli, Santa Maria Maddalena portata in cielo dagli angeli, 1615
- Guido Reni (attr.), Bacco fanciullo
- Filippo Lippi, Tondo Bartolini, 1465-1470 circa
- Mirabello Cavalori, Ritratto maschile
- Francesco Granacci, Sacra Famiglia con san Giovannino, circa 1520
- Amico Aspertini (attr.), Adorazione dei Magi, circa 1497-1498
- Francesco Botticini, Madonna che adora il Bambino con san Giovannino e cinque angeli, circa 1490
- Scuola francese del XVI secolo, Ritratto femminile
- Scuola fiorentina del XVII secolo, Ritratto femminile
- Copia da Andrea del Sarto, Tobia e l'Arcangelo Raffaele
- Scuola veneta del XVI secolo, Ritratto maschile ("Antonio Carracci")
- Andrea del Sarto, Madonna dell'Umiltà, circa 1513-1514
- Ridolfo del Ghirlandaio (attr.), San Pietro e san Paolo, 1503
- Ridolfo del Ghirlandaio, Madonna col Bambino
- Jacopo del Sellaio, Adorazione del Bambino con san Giovannino, circa 1490
- Baldassarre Peruzzi, Apollo e le Muse
- Manifattura di Sèvres, vaso colossale, 1844
- Pietro Stoppioni, tavolo
- Lamberto Cristiano Gori e Giuseppe Colzi, piano di tavolo, 1768
- Paolo Sani, base di tavolo, 1818
- Botteghe granducali, tavolo, circa 1716
- Manifattura romana (?), tavolo, circa 1780-1790

### Corridoio delle Colonne
Il Corridoio delle Colonne era un terrazzo aperto sopra la loggia tra i due cortili interni del palazzo. Fu coperto alla fine del Settecento e ornato dalle due colonne in alabastro che gli hanno dato il nome. Entrato a far parte della Galleria, fu inizialmente decorato da quattro grandi pannelli in commesso fiorentino con le Arti Liberali, Vedute romane e toscane, poi da una serie di ritratti medicei.
Adesso contiene diverse opere di piccolo formato di scuola olandese e fiamminga dei secoli XVII e XVIII, collezionate spesso dalle corti europee per il loro minuto realismo e squisita fattura.
Opere nel Corridoio delle Colonne:
- Hendrik Cornelisz Vroom, Marina con un "tre alberi" e altri velieri
- Paul Bril, Paesaggio con cacciatori e Fuga in Egitto
- Paul Bril, Marina con imbarcazioni alla fonda
- Scuola olandese del sec. XVII, Paesaggio con Venere, Amore e satiri
- Frans Francken II, Allegoria del Genio, circa 1610-1615
- Frans Francken II, Trionfo di Nettuno e Anfitrite, circa 1610
- Cornelis van Poelenburch, Paesaggio con bagnanti, circa 1620
- Cornelis van Poelenburch, Mosè salvato dalle acque
- Cornelis van Poelenburch, Paesaggio con pastore e capre e paesaggio con rovine e figure
- Cornelis van Poelenburch, Paesaggio con pastori e danzatrice, circa 1620
- Cornelis van Poelenburch, Paesaggio con satiri danzanti
- Cornelis van Poelenburch, San Pietro
- Cornelis van Poelenburch, San Paolo
- Cornelis van Poelenburch, San Giovanni Evangelista
- Cornelis van Poelenburch, San Lorenzo
- Cornelis van Poelenburch, San Tommaso d'Aquino (?)
- Cornelis van Poelenburch, Paesaggio con rovine e pastore
- Cornelis van Poelenburch, Paesaggio lacustre con rovine e pastori, circa 1617-1627
- Cornelis van Poelenburch, Paesaggio con rovine e pastori
- Cornelis van Poelenburch, Adorazione dei pastori, post 1627
- Cornelis van Poelenburch, Mosè fa scaturire le acque
- Cornelis van Poelenburch, Abramo e Isacco
- Cornelis van Poelenburch, Tobia e l'Arcangelo Raffaele
- Cornelis van Poelenburch, Sant'Anna con la Vergine Maria
- Cornelis van Poelenburch, San Giuseppe con Gesù Bambino
- Cornelis van Poelenburch, San Giovanni Battista
- Cornelis van Poelenburch, Paesaggio con ruscello e viandanti
- Cornelis van Poelenburch, Paesaggio con rovine e viandanti
- Cornelis van Poelenburch, Paesaggio con rovine nella campagna
- Cornelis van Poelenburch, Paesaggio con danzatori tra rovine
- Cornelis van Poelenburch, Paesaggio con un angelo che appare a una donna, circa 1620
- Cornelis van Poelenburch, Paesaggio con grotte nella campagna romana
- Cornelis van Poelenburch, Paesaggio con arco trionfale e pastori, circa 1620
- Cornelis van Poelenburch (seguace), Paesaggio con ninfe e satiro
- Willem van Aelst, Natura morta con uccelli, 1652-53
- Jan de Momper, Paesaggio con arco naturale
- Michelangelo Cerquozzi, Due figure in un paesaggio
- Jan Frans van Douven, Ritratto di Anna Maria Luisa de' Medici, circa 1700
- Jan Frans van Douven, Ritratto di Anna Maria Luisa de' Medici in atto di danza, 1699
- Jan Frans van Douven, Ritratto di Anna Maria Luisa de' Medici, circa 1695-1705
- Jan Frans van Douven, Ritratto degli Elettori Palatini in maschera, circa 1695-1705
- David Ryckaert III, Tentazioni di sant'Antonio Abate, post 1650
- David Ryckaert III, Tentazioni di sant'Antonio Abate, post 1650
- Filippo Napoletano, Mulino, circa 1621
- Jan Asselijn, Paesaggio montano con cascata e pastori
- David Teniers il Giovane, Alchimista
- Scuola fiamminga dei secoli XVI-XVII, Paesaggio con rovine
- Gaspar van Wittel, Veduta del Tevere al porto della legna, 1685
- Gaspar van Wittel, Veduta del Tevere a San Giovanni dei Fiorentini, 1685
- Eglon Hendrik van der Neer, Paesaggio con pastori, 1696-1697
- Christoph Ludwig Agricola, Paesaggio con pastori e armenti
- Jan Frans van Bredael, Paesaggio con contadini che tornano dalla fiera
- Jan de Momper, Paesaggio fluviale
- Jan van Kessel e Erasmus Quellin il Giovane, Allegoria della vista
- Paul Bril, Paesaggio con caccia alla lepre, 1595
- Adriaen Frans Baudewijns e Pieter Bout, Paesaggio fluviale con una chiesa
- Jan Brueghel il Vecchio, Orfeo agli inferi, 1594
- Frans Francken II, Crocifissione
- Jan Frans van Bredael, Paesaggio fluviale con contadini
- Jan de Momper, Paesaggio con armenti
- Jan van Kessel e Erasmus Quellin il Giovane, Allegoria del gusto
- Paul Bril, Paesaggio con caccia al cervo, 1595
- Eglon Hendrik van der Neer, Paesaggio con lavandaie
- Christoph Ludwig Agricola, Paesaggio con arcobaleno
- Gaspar van Wittel, Veduta del Campo Marzio dai Prati di Castello, 1685
- Lodewijk de Vadder (attr.), Paesaggio con figure in un bosco
- Anastagio Fontebuoni, Predica di San Giovanni Battista
- Gaspar van Wittel, Veduta di Villa Medici a Roma, 1685
- Moyses van Uyttenbroeck, Paesaggio con rovine, pastori e armenti, 1624
- Filippo Napoletano, Paesaggio con Cristo e la donna di Cana
- Pieter de Molijn, Paesaggio con ponte, circa 1656
- Abraham van Diepenbeeck's, Madonna dell'Apocalisse, circa 1645
- Pietro Mera, Pan, Siringa e ninfe
- Mathys Schoevaerts, Paesaggio con borgo

### Sala della Giustizia
Come le sale successive, al tempo dei Medici si trovavano qui ambienti di servizio, divenuti poi l'appartamento della figlia di Pietro Leopoldo Maria Anna e, in epoca napoleonica, interessato da un progetto mai compiuto di creare stanze di soggiorno per la famiglia di Elisa Baciocchi. La decorazione attuale risale comunque a dopo il rientro di Ferdinando III, che ordinò un'Allegoria della Giustizia ad Antonio Fedi; i fregi a monocromo mostrano scene esemplari di giustizia.
Questa sala ospita soprattutto pittura veneta del XVI secolo, come il Ritratto del Mosti, opera giovanile di Tiziano dove già risplendono i virtuosismi coloristici del grande pittore, o il Ritratto di gentiluomo (1570 circa) di Paolo Veronese.
Opere nella Sala della Giustizia:
- Pietro Vecchia, Ritratto di donna
- Paolo Veronese, Ritratto maschile, circa 1570-1580
- Scuola francese del sec. XVII, Ritratto maschile
- Bonifacio Veronese, Gesù tra i dottori
- Scuola veneta (?) del sec. XVI, Ritratto di Costanza Bentivoglio, 1520
- Garofalo, San Giacomo Maggiore
- Scuola di Tiziano, Ritratto di Cosimo Batoli
- Lorenzo e Antonio Dolci, tavolo, 1790
- Scuola del Tintoretto, Ritratto maschile
- Leandro Bassano, Ultima Cena, circa 1590
- Giovanni Demio, Riposo nella fuga in Egitto
- Manifattura fiorentina del sec. XVIII, console
- Domenico Tintoretto, Ritratto maschile
- Domenico Tintoretto (attr.), Ritratto maschile
- Tiziano, Ritratto di Vincenzo Mosti, 1520 circa
- Copia da Tiziano, Ritratto di Alfonso I d'Este
- Bonifacio Veronese, Augusto e la Sibilla
- Cerchia dei Bassano, Ritratto femminile
- Tiziano, Cristo salvatore, 1534
- Manifattura fiorentina del sec. XVIII, tavolo, circa 1790
- Bonifacio Veronese, Riposo nella fuga in Egitto
- Bottega di Tiziano, Madonna col Bambino, santa Caterina d'Alessandria e san Giovannino
- Bottega di Tiziano, Ritratto di un gentiluomo con collana imperiale
- Scuola veneta del sec. XVI secolo, Sacra Famiglia con san Giovannino e sant'Elisabetta
- Luigi Gelati, console, 1798

### Sala di Flora
La sala in epoca medicea era un ambiente di servizio adiacente agli appartamenti dei granduchi, mentre in epoca lorenese era parte degli appartamenti di Maria Anna, figlia di Pietro Leopoldo.
La zona fu interessata da una risistemazione all'epoca di Elisa Baciocchi, col progetto di realizzare una grande sala da pranzo con l'adiacente Sala dei Putti. Dopo la Restaurazione invece Ferdinando III la destinò alla galleria, facendo decorare il soffitto con l'Allegoria di Flora di Antonio Marini.
La quadreria è dedicata prevalentemente alla pittura del Cinquecento.
Opere nella Sala di Flora:
- Frederick Sustris, Scena di nascita
- Bonifacio de' Pitati, Sacra Famiglia
- Adriaen Thomas Key, Ritratto maschile
- Alessandro Allori, Madonna col Bambino
- Scuola fiorentina, Ritratto di cuoco, XVII secolo
- Doceno, Orazione nell'orto
- Domenico Puligo, Ritratto maschile
- Domenico Puligo, Madonna col Bambino, san Giovannino e san Lorenzo
- Bottega di Jacopo e Francesco Bassano, Autunno
- Jacopo e Francesco Bassano, Dio parla a Noè dopo il diluvio
- Carl Borromäeus Andreas Ruthart, Cervo atterrato da animali feroci
- Perugino, Maddalena
- Lo Spagna, Sposalizio mistico di santa Caterina d'Alessandria e coi santi Antonio da Padova e Francesco
- Tiziano, Adorazione dei pastori
- Alessandro Allori, Ritratto di Isabella de' Medici
- Michele Tosini, Sacra Famiglia
- Domenico Puligo, Sacra Famiglia
- Cigoli, Sacra Famiglia
- Michele Tosini, Ritratto femminile
- Carletto Caliari, Santa Caterina d'Alessandria in preghiera
- Giorgio Vasari, Sacra Famiglia coi santi Giovannino ed Elisabetta
- Domenico Puligo, Madonna col Bambino e san Giovanni Battista
- Benedetto Gennari (da Guercino), David
- Anton van Dyck, Riposo nella fuga in Egitto
- Carl Borromäeus Andreas Ruthart, Animali selvatici in un bosco
- Melchior de Hondecoeter, Animali da cortile
- Odoardo Wyndham, coppia di due tavoli

### Sala dei Putti
La sala ha una storia analoga alle precedenti. Fu decorata nel 1830 circa con Putti in volo sul soffitto da Antonio Marini.
Sono qui raccolte soprattutto opere olandesi e fiamminghe, come le Tre Grazie a monocromo (1620-1623 circa) di Rubens, realizzato su tavola con la tecnica del monocromo, cioè solo con il chiaroscuro, o le miniature ingrandite della serie delle Nature morte di fiori e frutta di Rachel Ruysch (1715-1716).
Opere nella Sala dei Putti:
- Willem van Aelst, Natura morta con frutta, 1653
- Eglon Hendrik van der Neer, Ester sviene dinanzi ad Assuero, 1696
- Rachel Ruysch, Mazzo di fiori in un vaso e melagrane, 1716
- Bartolomeo Schedoni, copia dell'Assunzione della Madonna di Annibale Carracci
- Salvator Rosa, Pace che incendia le armi
- Willem van Aelst, Natura morta con frutta e vasi preziosi, 1653
- Willem van Aelst, Natura morta con frutta, circa 1652
- Rachel Ruysch, Natura morta con frutti, fiori, rettili e insetti, 1716
- Scuola olandese del sec. XVIII, Scena di caccia al cinghiale
- Otto Marseus van Schrieck, Farfalle, serpente e cardo, 1668
- Pieter van Laer, Scuderia di campagna
- Paul Bril, Paesaggio con armenti
- Herman van Swanevelt, Paesaggio con viandanti
- Jacob van Ruisdael, Paesaggio con cascata
- Godfried Schalcken, Fanciulla con candela in mano
- Herman van Swanevelt (attr.), Paesaggio con osteria e viandanti
- Michelangelo Cerquozzi, Cardatrice di lana
- Michelangelo Cerquozzi, Pastore con cane
- Jacob Jordaens, Nettuno crea il cavallo
- Paul Bril, Paesaggio con ritorno delle greggi
- Herman van Swanevelt, Paesaggio con pescatori
- Peter Paul Rubens, Tre Grazie a monocromo, 1620-1623 circa
- Jérome Galle, Natura morta con festone di fiori, 1655
- Willem van Aelst, Natura morta con testa di caprone, 1652
- Ludolf Bakhuysen, Marina con velieri
- Willem van Aelst, Natura morta con selvaggina, 1652
- Hendrick Jacobsz Dubbels, Marina con veduta della costa di Texel, circa 1653-1655
- Manifattura fiorentina del XIX secolo, console

### Sala di Ulisse
Al tempo dei Medici qui era la camera da letto del granduca. Dal 1775 circa la stanza fece parte dell'appartamento di Maria Teresa d'Asburgo-Lorena e dopo la restaurazione fu destinato, con le vicine sale, a galleria. In tale periodo, dopo il 1814, Ferdinando III incaricò Gaspare Martellini di dipingere sul soffitto il Ritorno di Ulisse a Itaca (allusivo al ritorno del granduca dopo l'esilio nel periodo napoleonico), con un fregio decorato agli angoli dalle allegorie della Fedeltà, della Fortezza, di Ercole e di Apollo. In questa sala si ricorda come l'Ecce Homo del Cigoli fosse stato selezionato per essere mandato a Parigi con le altre opere d'arte durante le spoliazioni napoleoniche.
Spicca una notevole opera di Raffaello, la prima che incontra nel percorso museale, la Madonna dell'Impannata (1514 circa) eseguita durante il soggiorno romano dell'artista. Si trova anche la prima opera della galleria di Andrea del Sarto, la Pala di Gambassi (1527-1528). Interessante anche uno dei rari lavori quattrocenteschi della galleria, la Morte di Lucrezia, opera giovanile di Filippino Lippi che decorava una coppia di cassoni nuziali realizzati forse in collaborazione con Botticelli.
Opere nella Sala di Ulisse:
- Bottega del Tintoretto, Ritratto maschile, fine secolo XVI
- Francesco Furini, Fede, circa 1633-1640
- Agostino Carracci, Paesaggio con bagnanti
- Salvator Rosa, Tentazioni di sant'Antonio Abate, circa 1645
- Bernardino Licinio, Ritratto maschile, 1537
- Carlo Dolci, Ritratto di Claudia Felicita come Galla Placidia, 1675
- Cristofano Allori, Ritratto maschile, circa 1605
- Guido Reni, Carità, circa 1605
- Raffaello, Madonna dell'Impannata, 1513-1514
- Scuola di Anthonis Mor, Ritratto femminile, fine secolo XVI
- Giulio Campi, Ritratto maschile, circa 1525-1530
- Tintoretto, Ritratto di ecclesiastico
- Giorgio Vasari, Tentazioni di san Gerolamo, 1541
- Cristofano Allori, San Giovanni Battista nel deserto, circa 1612-1615
- Giovan Battista Moroni, Ritratto di Simone di Marco Moroni, circa 1570
- Pietro Ciafferi, Cristo condotto fuori dal Pretorio
- Andrea del Sarto, Pala di Gambassi, 1527-1528
- Agostino Tassi, Diana e Atteone, circa 1640
- Filippino Lippi, Morte di Lucrezia, circa 1475
- Copia da Annibale Carracci, Ninfa con satiro, secolo XVII
- Orazio Riminaldi, Amore vincitore, circa 1624
- Giovan Battista Moroni, Ritratto femminile, circa 1560
- Alessandro Allori, Predica di San Giovanni Battista, 1604
- Manifattura fiorentina del sec. XVIII, tavolo, 1792
- Scuola di Carlo Dolci, Santa Lucia, secolo XVII
- Bartolomeo Schedoni, San Paolo, circa 1610
- Bottega di Domenico Puligo, Sacra Famiglia, terzo decennio del secolo XVI
- Scuola bergamasca del XVI secolo, Ritratto maschile
- Carlo Dolci, Madonna col Bambino, circa 1680
- Carlo Dolci, Visione di san Giovanni Evangelista in Patmos, circa 1550
- Francesco Curradi, Santa Caterina d'Alessandria
- Cristofano Allori, Cena in Emmaus, circa 1610
- Carlo Dolci, Ecce Homo, circa 1670
- Giovan Battista Moroni, Ritratto del prelato Marco di Giovanni Moroni, circa 1570
- Tintoretto, Madonna della Concezione, circa 1570
- Gregorio Pagani, Ritratto maschile, circa 1600
- Scuola fiorentina del XVII secolo, Ritratto di giovane
- Tintoretto, Ritratto di Andrea Frizier, circa 1575
- Scuola veneta (?) del XVI secolo, Ritratto del vescovo Giuliano Argentino, circa 1537-1549
- Il Cigoli, Ecce Homo, 1607
- Hans von Aachen, Autoritratto, circa 1585-1595
- Frans Pourbus il Giovane, Ritratto maschile, circa 1595 (?)
- Antonio del Ceraiolo (attr.), Ritratto maschile, circa 1520-1530
- Manifattura fiorentina del sec. XVIII, tavolo, 1792
- Manifattura fiorentina del sec. XVIII, specchiera, 1790-1800

### Sala dell'educazione di Giove
Questa sala era la stanza del segretario del Granduca. Gli asburgo-Lorena la destinarono poi a galleria. Le pitture della volta sono di Luigi Catani (1819) e raffigurano al centro Giove fanciullo allevato a Creta dalla ninfa Adrastea e dalla capra Amaltea, con la rappresentazione anche dei coribanti che ne coprono i vagiti; negli esagoni ai lati Cibele, Nettuno e Anfitrite, Giunone e Marte.
Tra i capolavori l'Amorino dormiente di Caravaggio, dove il soggetto classico del Cupido addormentato è realizzato con un inconsueto realismo, e la Giuditta con la testa di Oloferne di Cristofano Allori, opera più famosa dell'artista.
Opere nella Sala dell'educazione di Giove:
- Giovanni Bilivert (attr.), San Sebastiano
- Justus Suttermans, Ritratto di Vittoria della Rovere e di Cosimo III, come Sacra Famiglia, circa 1645
- Carlo Dolci, San Domenico penitente, 1645-1646
- Cristofano Allori, Giuditta con la testa di Oloferne, circa 1620
- Francesco Salviati, Compianto sul Cristo morto, circa 1545
- Carlo Dolci, Sant'Andrea condotto al martirio, 1646
- Copia da Guercino, Susanna e i vecchioni
- Copia da Correggio, Ecce Homo
- Scuola del Veronese, Ritratto di bambino
- Scuola del Veronese, Ritratto di bambino
- Scipione Pulzone, Ritratto di Ferdinando I de' Medici, post 1590
- Bottega di François Clouet, Ritratto di Enrico II di Francia
- Filippo Napoletano, Venditore di lumache
- Bottega del Veronese, Resurrezione
- Jan Anthonisz van Ravesteyn, Ritratto di Daniel Heinsius, 1629
- Giovanni Bonconsiglio, Madonna col Bambino, san Giacomo e santa Caterina d'Alessandria (?), circa 1515-1520
- Bottega del Tintoretto, Deposizione dalla Croce
- Anton van Dyck, Ritratto maschile, circa 1638
- Francesco Maria Bassi, Testa di vecchio
- Giovanni Bilivert, Santa Caterina d'Alessandria, circa 1638
- Francesco Salviati (attr.), Ritratto di Giovanni de' Medici (?)
- Jean Clouet, Ritratto di Claudio di Lorena, duca di Guisa, circa 1525-1530
- Bottega del Bronzino, Ritratto di Lucrezia de' Medici, circa 1560
- Alessandro Maganza, Banchetto di Erode
- Copia da Anton van Dyck, Ritratto di Enrichetta Maria d'Inghilterra
- Benedetto Caliari, Apparizione di Cristo risorto alle pie donne
- Scuola veneta del XVI secolo, Riposo durante la fuga in Egitto
- Caravaggio, Amorino dormiente, 1608
- Scuola del Veronese, Ritratto di artista, circa 1550-1555
- Benedetto Caliari, Commiato di Cristo dalla Madonna
- Bartolomeo Mancini, Sant'Enrico di Baviera e santa Cunegonda, 1689
- Carlo Dolci, San Carlo Borromeo, 1656-1660
- Bartolomeo Mancini, San Francesco Saverio, 1687
- Carlo Dolci, San Nicola da Tolentino, 1656 - 1661
- Galleria dei Lavori, piano di console, 1793-1794
- Paolo Sani, base di console, 1822
- Galleria dei Lavori, piano di console, 1793-1794
- Paolo Sani, base di console, 1822

### Sala della stufa
Collocata accanto alla camera da letto, in passato era una loggia aperta, poi ristrutturata come "stufa", ovvero bagno del granduca. Conteneva le condutture del sistema di riscaldamento e che fungeva da stanza per la toeletta e per l'abbigliamento.
La sala fu decorata in tre fasi: tra il 1625 e il 1627 fu affrescata la volta da Michelangelo Cinganelli, Matteo Rosselli e Ottavio Vannini, con le allegorie delle grandi monarchie dell'antichità; gli stucchi vennero invece realizzati da Antonio Novelli e Sebastiano Pettirossi.
Dal 1637 fu la volta delle pareti, che vennero affidate a Pietro da Cortona, con il tema delle Quattro età dell'uomo, ideate da Michelangelo Buonarroti il Giovane ispirandosi a Ovidio. L'Età dell'Oro, che allude al felice regno di Ferdinando II de' Medici e alla sua unione con Vittoria della Rovere, e l'Età dell'Argento risalgono al primo soggiorno fiorentino del pittore (1637), mentre le Età del Bronzo e del Ferro furono completate nel 1641. Questi affreschi rappresentano un'opera fondamentale del barocco in città, che diede nuovo impulsa alla scuola pittorica fiorentina.
Il pavimento fu comperto da mattonelle maiolicate della manifattura di Montelupo, con un restauro pressoché integrale a partire dal disegno antico, eseguito ai primi del Novecento dalla Manifattura Cantagalli: al centro spicca il Trionfo della Monarchia. Frammenti del pavimento originario si trovano nel vicino atrio della scalone Del Moro.
Opere nella Sala della stufa:
Affreschi, volta
- Michelangelo Cinganelli, Fama, 1625-27
- Michelangelo Cinganelli, Fortezza, 1625-27
- Ottavio Vannini, Fortuna, 1625-27
- Michelangelo Cinganelli, Giustizia, 1625-27
- Matteo Rosselli, Prudenza, 1625-27
- Ottavio Vannini, Monarchia dei Romani, 1625-27
- Ottavio Vannini, Monarchia dei Saraceni, 1625-27
- Michelangelo Cinganelli, Monarchia dei Turchi, 1625-27
- Matteo Rosselli, Monarchia dell'Austria, 1625-27
- Matteo Rosselli, Monarchia degli Assiri, 1625-27
- Michelangelo Cinganelli, Monarchia dei Persiani, 1625-27
- Michelangelo Cinganelli, Monarchia dei Macedoni, 1625-27

Affreschi, pareti
- Pietro da Cortona, Età dell'Oro, 1637
- Pietro da Cortona, Età dell'Argento, 1637
- Pietro da Cortona, Età del Bronzo,1641
- Pietro da Cortona, Età del Ferro,1641
- Autore ignoto, Allegoria del Commercio, XVII secolo
- Autore ignoto, Allegoria della Giustizia, XVII secolo
- Manifattura di Sèvres, vaso, XIX secolo
- Arte romana, Figura femminile ammantata con testa velata, II secolo d.C.
- Arte romana, Figura femminile con rotulo e flauto, II secolo d.C.
- Arte romana, Figura femminile con cornucopia (Cibele?), età imperiale
- Arte romana, Vibia Aurelia Sabina, età imperiale

### Scalone Del Moro e Sala della Tazza
In questa zona si trova l'accesso a uno scalone monumentale iniziato da Pasquale Poccianti nel 1831 e interrotti nel 1835, senza essere ripresi. Solo nel 1892 lo scalone fu riprogettato da Luigi del Moro e completato nel 1897.
La sala ospita la vasca di una fontana proveniente dalla villa di Castello, importante lavoro scultoreo attribuito ad Antonio Rossellino e Benedetto da Maiano, con interventi e rifacimenti successivi.
La sala della Tazza è stata l'ingresso della Galleria dal 1849, quando i visitatori accedevano dalla porta accanto al cancello del Giardino di Boboli, adiacente al Rondò di Bacco. Deve il suo nome alla monumentale vasca ("tazza") in porfido, del II secolo, arrivata a Firenze da Villa Medici. Due colonne dello stesso materiale, che ornano la parete di fondo, furono invece acquistata da Francesco I de' Medici e sistemate originariamente a decorare una fontana nel parco della villa di Pratolino; risalgono alla prima età imperiale.
Opere nell'Atrio dello scalone Del Moro:
- Antonio Rossellino e Benedetto da Maiano, fontana marmorea
- Manifattura di Montelupo su disegno di Giulio Parigi, due porzioni del pavimento originale della Sala della Stufa, 1627
- Manifattura fiorentina del XVII secolo, stipo in forma di Palazzo Pitti
- Manifattura fiorentina del XVIII-XIX secolo, modello ligneo di Palazzo Pitti

### Sala dell'Iliade
In epoca medicea si giocava qui al "trucco", una sorta di biliardo, e solo nel 1689 Cosimo III de' Medici ne fece una sua stanza privata, dotata di cappella. A quel periodo risaliva l'originaria decorazione di Giuseppe Nicola Nasini con quattro grandissimi dipinti, detti i Novissimi: rappresentavano i quattro momenti ultimi della vita, ossia Morte, Giudizio, Inferno e Paradiso
Nel 1795 il granduca Ferdinando III di Toscana, della dinastia Asburgo-Lorena, fece rimuovere le tele religiose e inglobò la sala nel percorso della galleria, facendola ridecorare a tema mitologico. Tale programma si realizzò solo dopo il suo ritorno dall'esilio napoleonico, nel 1815, affidando l'impresa a Luigi Sabatelli, che vi lavorò dal 1819 al 1825, con l'impiego di aiuti. Si tratta di una rappresentazione degli eventi anteriori alla guerra di Troia (Iliade, Libro XV), con al centro il Concilio degli Dei dove Giove ordina agli altri di non influenzare il risultato della guerra; nelle lunette invece si trovano le varie iniziative di Giunone per distrarre Giove e avversare i Troiani.
Anche qui un'opera di Raffaello, La Gravida (1506 circa), dai brillanti colori esaltati dallo sfondo nero, tipico della pittura fiamminga coeva. Ciascuna parete ha poi al centro una grande pala d'altare che nel complesso esemplificano le varie correnti dell'inizio del Cinquecento a Firenze: due di Andrea del Sarto, l'Assunta Passerini (1526) e l'Assunta Panciatichi (1522-1523), in rigorosa simmetria, una di Fra Bartolomeo, la Pala Pitti (1512), e una di Rosso Fiorentino, la Pala Dei (1522).
Opere nella Sala dell'Iliade:
- Bottega di Jacopo Bassano, Parabola del seminatore di zizzania
- Battista Franco, Battaglia di Montemurlo, circa 1537
- Frans Francken II, Salita al Calvario
- Annibale Carracci, Cristo in gloria e santi, circa 1597-1598
- Frans Pourbus il Giovane, Ritratto di Enrichetta Maria di Francia, circa 1612
- Frans Pourbus il Giovane, Ritratto di Eleonora Gonzaga, circa 1603
- Jan Cornelisz Vermeyen, Ritratto maschile, circa 1530
- Raffaello, La Gravida, 1506 circa
- Andrea del Sarto, Assunta Passerini, 1526
- Frans Pourbus il Giovane, Ritratto di Cristina di Francia, circa 1612
- Scuola dell'Italia settentrionale del secolo XVI, Ritratto maschile come santo guerriero
- Justus Suttermans, Ritratto di Domenico Cresti detto il Passignano, circa 1635
- Ridolfo del Ghirlandaio, Ritratto femminile, 1509
- Niccolò Soggi, Madonna col Bambino in trono, San Giovanni Battista e Sant'Eustachio (?), circa 1510
- Carlo Dolci, San Giovanni Evangelista, 1671
- Girolamo da Carpi, Ritratto di Onofrio Bartolini Salimbeni, circa 1524
- Justus Suttermans, Ritratto di Mattias de' Medici, circa 1660
- Copia da Tiziano, Ritratto di Paolo III, secolo XVI
- Tiziano, Ritratto maschile, circa 1540-1550
- Federico Barocci (attr.), copia della Madonna di San Girolamo del Correggio
- Scipione Pulzone, Ritratto femminile, 1595 circa
- Scipione Pulzone, Ritratto femminile, circa 1570
- Justus Suttermans, Ritratto dell'imperatore Ferdinando II, 1623
- Carlo Dolci, Mosè, circa 1645
- Fra Bartolomeo, Pala Pitti, 1512
- Cristofano dell'Altissimo, Ritratto di Francesco I de' Medici, circa 1562
- Scipione Pulzone, Ritratto femminile, circa 1595
- Justus Suttermans, Ritratto di Eleonora Gonzaga, 1623
- Ridolfo del Ghirlandaio, Orefice, circa 1515-1517
- Giovanni Bilivert, Arcangelo Raffaele che rifiuta i doni di Tobia, 1612
- Artemisia Gentileschi, Conversione della Maddalena, 1615-1616
- Tiziano e bottega, Ritratto di Filippo II di Spagna, circa 1550
- Bottega di Jacopo e Francesco Bassano, Cristo in casa di Marta e Maria
- Justus Suttermans, Ritratto di Leopoldo de' Medici, circa 1660
- Artemisia Gentileschi, Giuditta con la sua ancella, 1618-1619
- Paolo Veronese e bottega, San Benedetto e santi, 1572
- Scuola veneta (attr.), Ritratto maschile
- Frans Pourbus il Giovane (attr.), Ritratto di Maria de' Medici, circa 1610
- Andrea del Sarto, Madonna col Bambino, 1528-1530
- Andrea del Sarto, Assunta Panciatichi, circa 1522
- Scuola emiliana del secolo XVII, Ritratto di Scipione Nerchi Mutolo
- Frans Pourbus il Giovane, Ritratto di Eleonora de' Medici, circa 1600-1609
- Justus Suttermans, Ritratto di Valdemaro Cristiano, 1638-1639
- Paolo Veronese, Battesimo di Cristo, circa 1580
- Francesco Bassano, Orazione nell'orto, circa 1580-1590
- Justus Suttermans, Ritratto di Ferdinando II de' Medici, circa 1635
- Diego Velázquez (attr.), Ritratto equestre di Filippo IV di Spagna
- Simone Pignoni, Tarquinio e Lucrezia
- Jan Frans van Douven, Ritratto equestre dell'Elettore Palatino, 1707
- Scuola di Marcus Gheeraerts il Giovane, Ritratto della regina Elisabetta d'Inghilterra, circa 1592-1603
- Onorio Marinari (attr.), Tarquinio e Lucrezia
- Copia da Tiziano, Bacco e Arianna
- Domenichino, Santa Maria Maddalena, circa 1620-1630
- Paolo Veronese, Presentazione di Gesù al Tempio
- Rosso Fiorentino, Pala Dei, 1522
- Rutilio Manetti, Ruggero e Alcina
- Lorenzo Bartolini, Carità, circa 1817-1835
- Massimiliano Soldani Benzi, quattro vasi con manici formati da un cigno con un putto, 1689-1693
- Manifattura fiorentina dell'inizio del sec. XIX, due tavoli
- Lorenzo Dolci, tavolo, 1788
- Manifattura fiorentina del sec. XVIII, tavolo, 1785

### Sala di Saturno

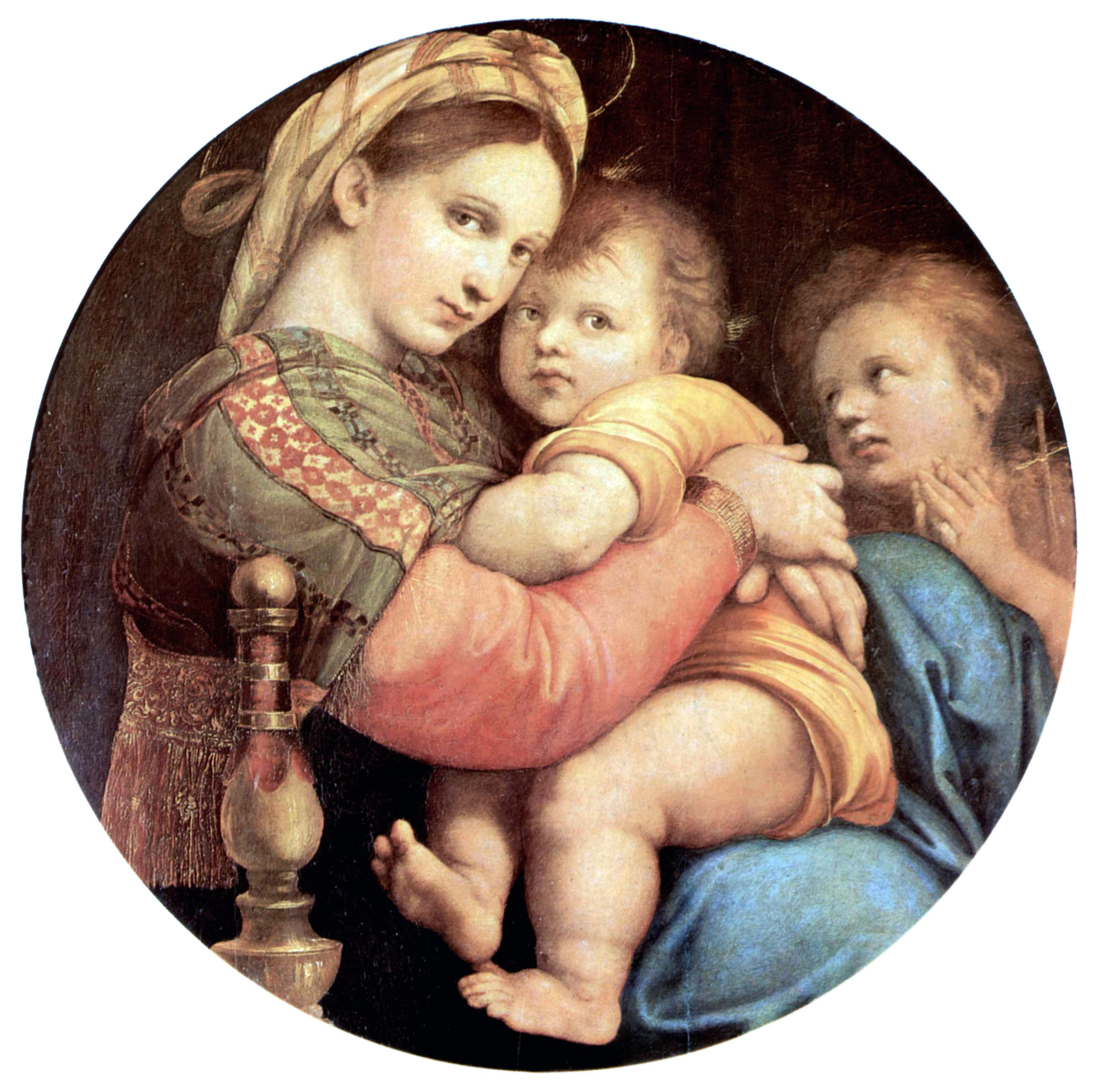
Raffaello, Madonna della Seggiola

La Sala di Saturno segnava anticamente l'inizio dell'appartamento privato del granduca, che qui teneva udienza. La volta fu dipinta nel 1663-65 da Ciro Ferri, il migliore allievo di Pietro da Cortona, che usò i disegni del maestro. Rappresenta la conclusione del ciclo dei Pianeti, con il principe/Ercole ormai vecchio, accompagnato dalla Prudenza e dal Valore, che riceve la corona dalla Fama e dall'Eternità e si avvia poi a salire sul rogo per concludere la sua vita gloriosa; sopra di essi si libera Saturno. Ai quattro angoli altrettanti esempi di saggezza senile, con episodi delle vite di Ciro il Grande, Licurgo, Scipione l'Africano e Silla.
Qui è situato il più consistente nucleo di opere di Raffaello, che permette di ripercorrere diversi periodi e stili della sua attività: dalla Madonna del Granduca (1506 circa) ancora legata alle vicende artistiche di Pietro Perugino e di Leonardo, all'incompiuta Madonna del Baldacchino, fino alle opere della piena maturità stilistica come il Ritratto di Tommaso Inghirami (1510 circa) e la famosissima Madonna della Seggiola (1513-1514 circa) di grande tenerezza e sublime nella stesura della pittura, monumentale e al tempo stesso dolce scena familiare. Completa la eccezionale serie la Visione di Ezechiele, un'opera più tarda del 1518, dalla spiccatissima composizione monumentale, secondo lo stile romano del pittore che tanto influenzerà gli artisti successivi legati alle scuole del classicismo e del barocco.
Altre opere importanti nella sala sono il Compianto sul Cristo morto (1495) di Pietro Perugino, maestro di Raffaello, il Salvator Mundi di Fra Bartolomeo (1516) e due grandi dipinti di Andrea del Sarto: la Disputa sulla Trinità del 1517 circa e l'Annunciazione.
Opere nella Sala di Saturno:
- Andrea del Sarto, Disputa sulla Trinità, circa 1517
- Andrea del Sarto, Annunciazione Della Scala, 1528
- Federico Barocci (bottega), Ritratto maschile
- Jacopo Bassano, Adamo ed Eva, circa 1560
- Jacopo Bassano (bottega), Parabola del seminatore di zizzania, seconda metà del secolo XVI
- Annibale Carracci, Testa maschile, circa 1590-1592
- da Correggio, Putto
- Carlo Dolci, Ritratto di Vittoria della Rovere, circa 1680
- Carlo Dolci, Santa Rosa da Lima, 1668
- Carlo Dolci, Sonno di san Giovannino, circa 1670-1674
- Empoli, Ritratto di Giovan Battista Gambetti, 1594
- Orlando Flacco, Ritratto femminile
- Fra Bartolomeo, Salvator Mundi con i quattro evangelisti, 1516
- Giovanni da San Giovanni (cerchia), Madonna col Bambino, prima metà del secolo XVII
- Guercino, San Sebastiano, 1652
- Guercino (bottega), San Sebastiano, metà secolo XVII
- Guercino (bottega), San Pietro in lacrime, metà del secolo XVII
- Pier Francesco Mola, Poeta laurato
- Francesco Montemezzano, Ritratto femminile
- Giovanni Antonio Paracca detto il Valsoldo (attr.), Ritratto di papa Leone XI, circa 1605
- Perugino, Compianto sul Cristo morto, 1495
- Pietro Perugino (bottega), Madonna col Bambino e due sante, circa 1490-1500
- Domenico Puligo, Sacra Famiglia con san Giovannino, circa 1525
- Raffaello, Ritratto di Fedra Inghirami, 1515-1516 circa
- Raffaello, Madonna del Baldacchino, 1507-1508
- Raffaello, Ritratto di Agnolo Doni; nel verso il Diluvio, 1506 circa
- Raffaello, Ritratto di Maddalena Doni, nel verso Deucalione e Pirra, 1506 circa
- Raffaello, Visione di Ezechiele, 1518
- Raffaello, Madonna del Granduca, 1506 circa
- Raffaello, Madonna della Seggiola, 1513-1514
- Raffaello a aiuti, Ritratto del cardinal Bibbiena, 1516 circa
- Scuola fiorentina del secolo XVI, Ritratto femminile, circa 1580-1590
- Scuola fiorentina (?) del secolo XVII, Ritratto di artista
- Sebastiano del Piombo, Martirio di sant'Agata, 1520
- Andrea Schiavone, Caino e Abele, circa 1542
- Sodoma (bottega), Ecce Homo, metà del secolo XVI
- Justus Suttermans, Ritratto del canonico Pandolfo Ricasoli, circa 1630
- Justus Suttermans, Madonna
- Alessandro Tiarini, Adamo ed Eva piangono Abele morto, circa 1630-1640
- Bonifacio Veronese, Mosè salvato dalle acque, 1540 circa

Arredi
- Giuseppe Colzi e Paolo Sani, console, 1818
- Giuseppe Colzi e Paolo Sani, due tavoli, 1818
- Ottaviano Giovannozzi, Busto di Leopoldo II di Lorena
- Ottaviano Giovannozzi, Busto di Ferdinando III di Lorena

### Sala di Giove

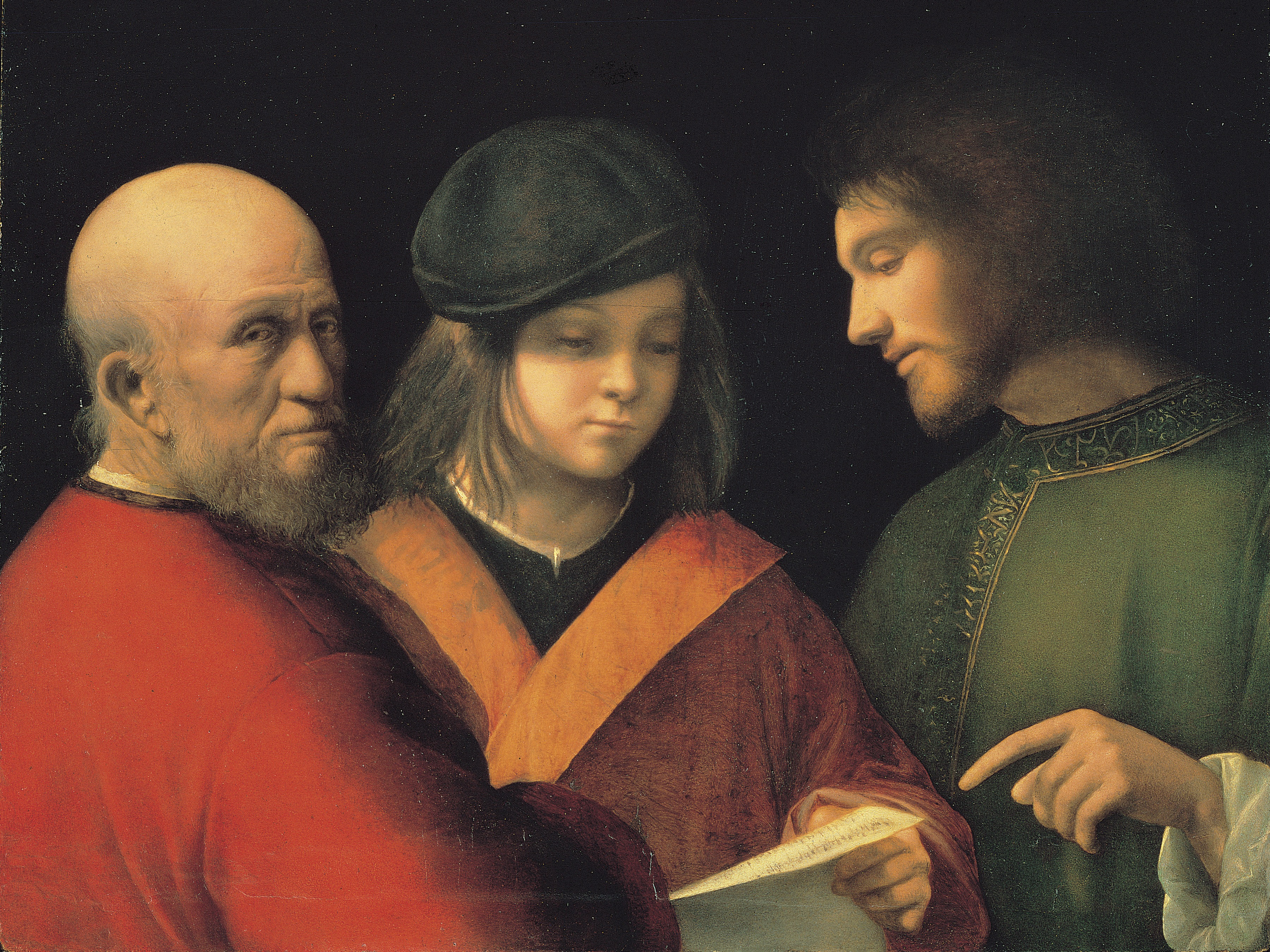
Giorgione, Le Tre età dell'uomo

Una delle più belle sale del palazzo, in origine era destinata al trono del granduca, o sala dell'Udienza. La volta venne decorata da Pietro da Cortona tra il 1642 e il 1644 con un tema consono all'ambiente: Giove che incorona il giovane principe a cui Ercole ha dato la clava, simbolo di potere. La fascia sotto la volta contiene episodi mitologici che alludo al potere regale: la Caduta di Fetonte e la Caduta dei Giganti. Completano la decorazione le lunette con gli dei figli di Giove.
Autentici capolavori decorano le pareti, come la Velata di Raffaello (1516), ideale femminile di bellezza, forse ritratto della celebre "Fornarina" sua amante, e le Tre età dell'uomo (1500 circa), uno dei rarissimi quadri di Giorgione, maestro indiscusso della scuola veneta del Rinascimento.
Qui sono concentrate anche le tele di scuola toscana del primo Cinquecento, come il Compianto sul Cristo morto di Fra Bartolomeo (1511-12 circa), l'Annunciazione di San Gallo coeva, opera del secondo periodo artistico di Andrea del Sarto (quello più legato all'arte di Michelangelo), e il San Giovanni Battista dello stesso autore, con chiari influssi della statuaria classica. Agnolo Bronzino è qui rappresentato dal Ritratto di Guidobaldo della Rovere (1530-32), mentre la tavola delle Tre Parche, risalente al 1550 circa, fu in passato attribuita a Michelangelo, ma oggi si crede più probabile che sia l'opera di Francesco Salviati.
Opere nella Sala di Giove:
- Guercino e bottega, Madonna della rondinella
- Guercino, Sacra Famiglia, circa 1615-1616
- Perugino, Madonna del Sacco, 1495-1500 circa
- Carlo Dolci, San Pietro in lacrime, circa 1660
- Bottega di Peter Paul Rubens, Ninfe e satiri
- Francesco Albani, Sacra Famiglia con due angeli
- Andrea del Sarto, San Giovanni Battista, 1523 circa
- Fra Bartolomeo, Compianto sul Cristo morto, circa 1511
- Francesco Albani, Cristo risorto appare alla Madonna, circa 1650-1660
- Francesco Salviati, Tre Parche, circa 1550
- Il Cigoli, Ritratto maschile, circa 1594
- Cesare Gennari, Sacra Famiglia, 1674
- Bronzino, Ritratto di Guidobaldo II della Rovere, 1531-1532
- Justus Suttermans, Ritratto del dispensiere Leonido, circa 1620-1630
- Carlo Dolci, Ritratto maschile
- Bottega di Justus Suttermans, Ritratto di Galileo Galilei, circa 1640
- Justus Suttermans, Ritratto del sopracomito Elia da Zia, circa 1630-1637
- Fra Bartolomeo, San Marco, 1515
- Andrea del Sarto, Annunciazione di San Gallo, circa 1513-1514
- Andrea del Sarto, Pala di Poppi, circa 1530
- Justus Suttermans, Ritratto di Ferdinando II de' Medici vestito alla turca, circa 1640-1642
- Copia da Annibale Carracci, Madonna col Bambino e san Giovannino
- Jacopo Vignali, San Francesco d'Assisi in estasi, circa 1620
- Scuola di Augusta del XVI secolo, Ritratto di Jakobina Ungelter, circa 1556
- Andrea del Verrocchio, San Girolamo, circa 1460-1470
- Domenico e Valore Casini (attr.), Ritratto di Simone Paganucci
- Guercino, Mosè, circa 1620-1630
- Peter Paul Rubens, Madonna della Cesta, circa 1615
- Jacques Courtois (detto il Borgognone), Battaglia, circa 1650
- Orazio Gentileschi, Sant'Agnese, circa 1633
- Scuola fiorentina del XVI secolo, Doppio ritratto
- Raffaello, La Velata, 1515-1516
- Niccolò Cassana, Congiura di Catilina (copia da Salvator Rosa)
- Frans Pourbus il Giovane, Ritratto maschile, circa 1600-1609
- Paris Bordon, Ritratto femminile, circa 1550-1555
- Giorgione, Tre età dell'uomo, circa 1500
- Copia da Guido Reni, Sant'Elisabetta
- Copia da Federico Barocci, Cristo benedicente
- Scuola fiorentina del XVII secolo, Santa Caterina d'Alessandria
- Giovanni Lanfranco, Estasi di santa Margherita da Cortona, 1622
- Scuola veneta del XVI secolo, Ritratto maschile
- Bartolomeo Schedoni, Sacra Famiglia con san Giovannino, circa 1609
- Scuola fiorentina del XVII secolo, Sant'Agata
- Vincenzo Consani, Vittoria, 1867
- Jacopo Ligozzi e Bernardino Poccetti, piano di tavolo, 1603-1610
- Galleria dei Lavori, base di tavolo, 1779-1789
- Lorenzo Dolci (attr.), tavolo con piano raffigurante conchiglie, coralli e perle, 1790-1791

### Sala di Marte

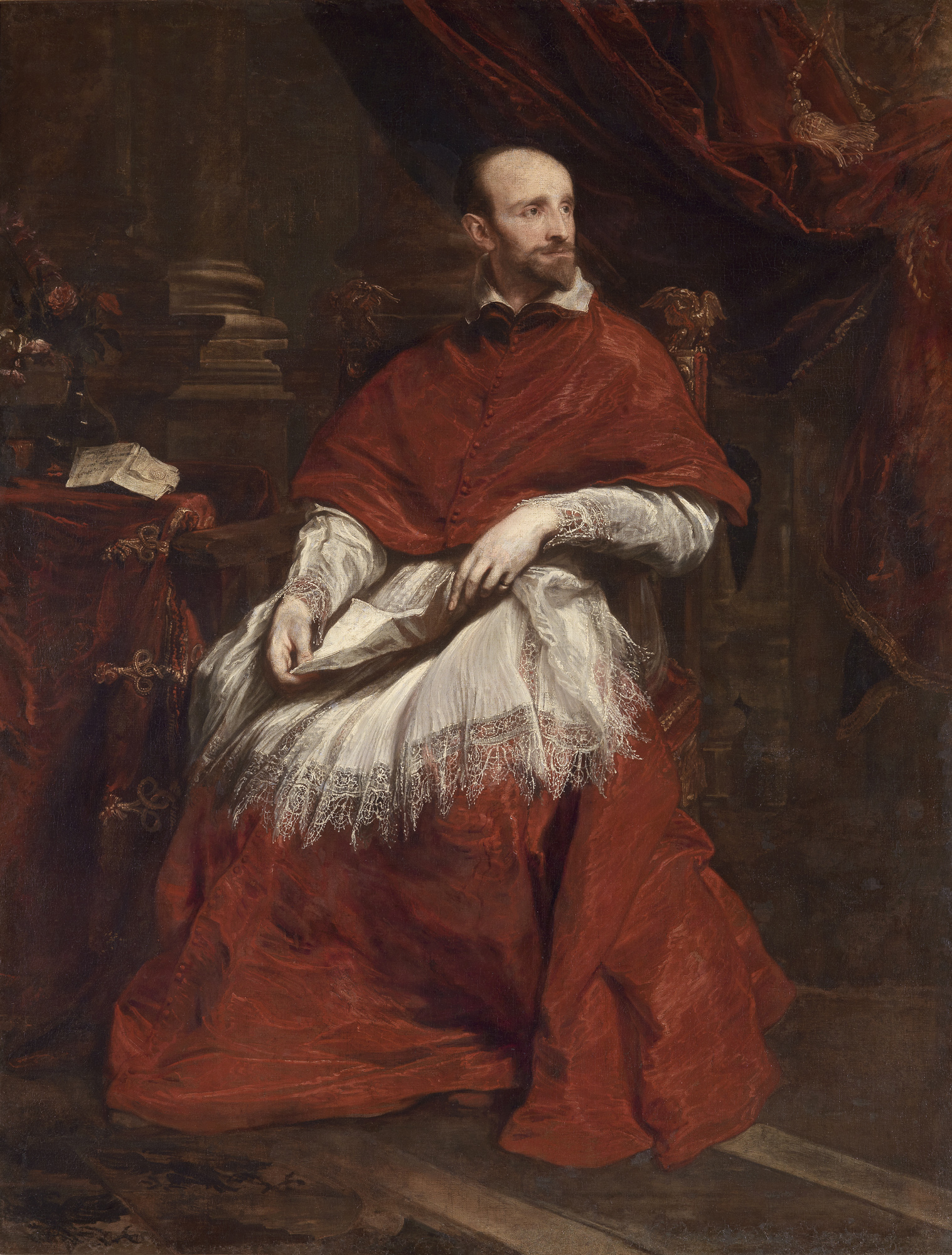
Anton van Dyck, Ritratto del cardinale Bentivoglio

La Sala di Marte era al tempo de' Medici l'anticamera della sala del trono, dove i ciambellani introducevano i nobili al cospetto del granduca. La volta venne affrescata da Pietro da Cortona tra il 1643 e il 1647 con Ercole, simboleggiante il giovane principe, che conquista il potere sconfiggendo i nemici. L'eroe, sconfigge la nave grazie all'aiuto di Marte e, ruotando su se stesso, riceve da Castore e Polluce il gladio della vittoria, da aggiungere al trofeo di armi (panoplia). Segue una rappresentazione della Pace incoronata d'alloro, presso la quale vengono condotti i prigionieri.
In questa sala sono collocati due capolavori di Rubens: le Conseguenze della guerra (1638), un'allegoria grandiosa in sintonia con il tema degli affreschi di Pietro da Cortona sul soffitto, e i Quattro filosofi, di grande intensità. Entrambe le tele sono ricche di citazioni letterarie e filosofiche e vi compaiono spesso figure della mitologia classica.
Corredano la sala anche una serie di ritratti, fra i quali i più importanti sono di Van Dyck, Tiziano, Tintoretto e Paolo Veronese.
Opere nella Sala di Marte:
- Il Cigoli, Santa Maria Maddalena penitente, circa 1600
- Bottega del Guercino, San Sebastiano
- Andrea del Sarto, Annunciazione coi santi Michele Arcangelo e Godenzo, circa 1515
- Pieter van Mol, San Francesco d'Assisi in estasi
- Bartolomé Esteban Murillo, Madonna col Bambino, circa 1650-1655
- Ventura Salimbeni, Sacra Famiglia con sant'Elisabetta e san Giovannino, 1608
- Peter Paul Rubens, Quattro filosofi, 1612 circa
- Jan van den Hoecke, copia della Madonna col Bambino, sant'Elisabetta e san Giovannino di Rubens
- Bartolomé Esteban Murillo, Madonna del Rosario, circa 1648-1650
- Fra Bartolomeo, Sacra Famiglia con sant'Elisabetta, circa 1516
- Paolo Veronese, Ritratto di gentiluomo in pelliccia, circa 1550-1560
- Peter Paul Rubens, Conseguenze della guerra, 1638
- Andrea del Sarto, Storie dell'infanzia di Giuseppe, 1515-1516 circa
- Andrea del Sarto, Giuseppe interpreta il sogno del Faraone, 1515-1516 circa
- Domenico Puligo, Madonna col Bambino e san Giovannino, circa 1512-1515
- Tiziano, Ritratto di Ippolito de' Medici, 1532
- Giovan Battista Foggini, Battesimo di Cristo, 1723
- Paolo Monaccorb, tavolo, 1697
- Il Cigoli, Sacrificio di Isacco, circa 1606-1607
- Bottega di Tiziano, Ritratto di Andrea Vesalio (?), circa 1545
- Adriaen van der Werff, Ritratto di John Churchill duca di Marlborough, 1705
- Anton van Dyck, Ritratto del cardinale Bentivoglio, 1622-1623
- Da Guido Reni, San Pietro in lacrime
- Tintoretto, Ritratto di Alvise Cornaro, circa 1665
- Guido Cagnacci, Santa Maria Maddalena portata in cielo dagli angeli, circa 1650-1658
- Carlo Dolci, Ritratto femminile come santa Margherita, 1664
- Antiveduto della Gramatica (attr.), copia della Buona ventura di Simon Vouet, circa 1617
- Bronzino, Ritratto di Luca Martini, circa 1554-1556
- Luca Giordano, Madonna Immacolata, circa 1689
- Giovanni Andrea Sirani, Rebecca al pozzo, circa 1640
- Manifattura fiorentina del sec. XVIII, tre tavoli, circa 1790

### Sala di Apollo

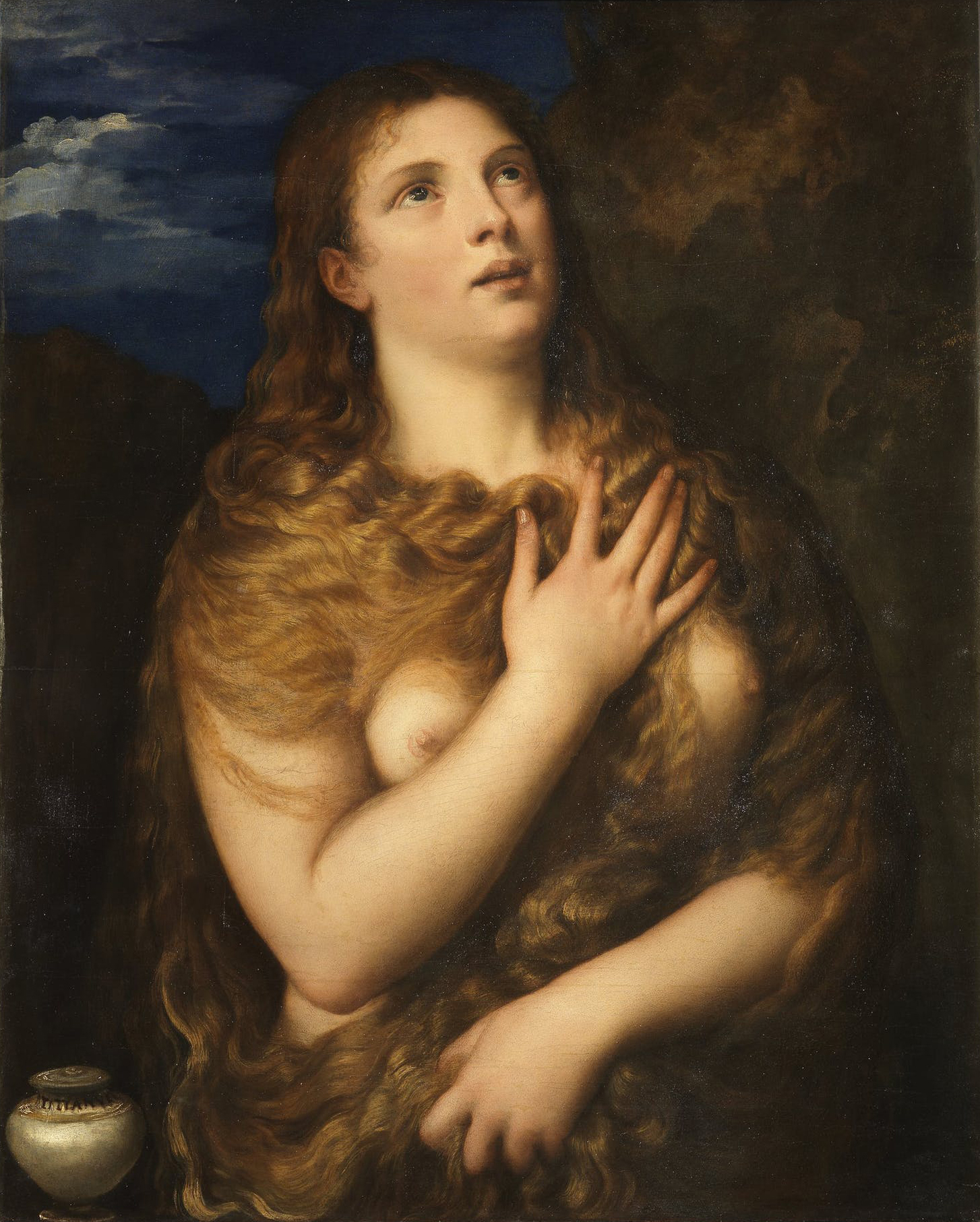
Tiziano, Maddalena penitente

La sala era anticamente l'anticamera della "nobiltà ordinaria", prima che venisse ricevuta dal sovrano. Sulla volta venne affrescato il Principe mediceo guidato dalla Fama al cospetto di Apollo di Pietro da Cortona, che fornì il progetto completo (anche degli stucchi) e avviò le figure centrali nel 1647, delegando poi in massima parte l'allievo Ciro Ferri, che completò l'incarico tra il 1659 e il 1661. Il tema allude all'educazione del giovane principe, a cui Apollo, aiutato dalle Muse, mostra Ercole che regge il globo celeste, simbolo del peso delle responsabilità del futuro sovrano.
Negli ovali in stucco e nei pennacchi si trovano esempi di grandi sovrani antichi che fecero ricorso alla poesia e alla cultura.
Domina la sala una grande pala con la Sacra Conversazione di Rosso Fiorentino (1522), il più importante artista fiorentino del primo manierismo assieme a Jacopo Pontormo, la cui tela fu ampliata in epoca barocca per essere adattata alla cornice. Qui si trovano anche due opere di Andrea del Sarto, la Pietà di Luco (1523-1524), maestosa ed equilibrata, e la Sacra Famiglia Medici, uno dei suoi ultimi lavori, mentre altre due opere di Tiziano sono esposte vicino: l'Uomo dagli occhi glauchi (1540 circa) e la famosa Maddalena penitente, anteriore al 1548 e molto copiata dagli artisti che ebbero modo di ammirarla.
Si trovano qui anche altre importanti opere della scuola veneziana, come il Ritratto di Vincenzo Zeno di Tintoretto, la Ninfa e il satiro di Dosso Dossi (in realtà il titolo tradizionale è incorretto perché si tratta di una scena ispirata dall'Orlando Furioso).
L'Ospitalità di san Giuliano (1612-1618 circa) esemplifica lo stile monumentale del fiorentino Alessandro Allori, mentre la Risurrezione di Tabita del giovane Guercino e la Cleopatra, opera matura di Guido Reni, mostrano la grandiosità della scuola bolognese del Seicento.
Anche l'arte fiamminga è qui ben rappresentata dal celebre Doppio ritratto di Carlo I d'Inghilterra e di Enrichetta di Francia ispirato a Van Dyck, dal Ritratto dell'infanta Isabella Clara Eugenia di Spagna in abito di clarissa di Rubens (1625), e dal Ritratto della Granduchessa Vittoria della Rovere di Giusto Suttermans (1640 circa).
Opere nella Sala di Apollo:
- Justus Suttermans, Ritratto di Francesco Maria de' Medici, circa 1663
- Copia da Andrea del Sarto, Ritratto di Baccio Bandinelli (?)
- Tiziano, Maddalena penitente, circa 1530
- Bottega di Tiziano, Madonna della Misericordia, circa 1573
- Andrea del Sarto, Sacra Famiglia Bracci, circa 1523
- Tiziano, Uomo dagli occhi glauchi, circa 1525
- Andrea del Sarto, Pietà di Luco, 1524
- Bottega del Garofalo, Augusto e la Sibilla, post 1537
- Dosso Dossi, Ninfa e satiro, 1508-1512
- Ludovico Mazzolino, Cristo e l'adultera, circa 1526
- Caspar de Crayer, Sacra Famiglia con san Giovannino, circa 1650
- Tintoretto, Ritratto di Vincenzo Zeno, circa 1565
- Simone Cantarini, Sant'Andrea, circa 1640-1650
- Dosso Dossi, San Giovanni Battista
- Tiberio Titi, Ritratto di Leopoldo de' Medici in culla, 1617
- Girolamo Denti (attr.), Sacra Famiglia con santa Caterina d'Alessandria e santa Maria Maddalena, circa 1550
- Il Cigoli, Deposizione dalla Croce, 1600-1608
- Guercino, San Pietro risuscita Tabita, circa 1618
- Carlo Dolci, Diogene, 1640-1649
- Justus Suttermans, Ritratto di Vittoria della Rovere come la vestale Tuccia, circa 1640
- Alessandro Vitali, Ritratto di Federico Ubaldo della Rovere in culla
- Niccolò Cassana, Ritratto di soldato alemanno, 1691
- Andrea del Sarto, Sacra Famiglia Medici, 1529
- Cristofano Allori, Ospitalità di san Giuliano, circa 1612-1618
- Giovanni Battista Langetti, Ritratto maschile (Sebastiano Mazzoni?)
- Cristofano Allori, Ritratto maschile, circa 1600-1605
- Peter Paul Rubens, Ritratto di Kaspar Stoppe, circa 1606-1607
- Guido Reni, Cleopatra, 1640
- Jacopo Pistoia, Cena in Emmaus, circa 1570-1572
- Jacopo Ligozzi, Giuditta e Oloferne, 1602
- Peter Paul Rubens, Ritratto dell'infanta Isabella Clara Eugenia di Spagna in abito di clarissa, circa 1625
- Scuola di Anton van Dyck, Ritratto di Carlo I e di Enrichetta Maria d'Inghilterra
- Carlo Dolci, San Giovanni Evangelista, circa 1671
- Cornelis de Vos, Ritratto femminile, circa 1624
- Copia da Sebastiano del Piombo, Ecce Homo
- Carlo Maratta, San Filippo Neri ha la visione della Madonna col Bambino, circa 1670
- Carlo Dolci, San Casimiro, 1670-1671
- Jacob Ferdinand Voet, Ritratto di Olimpia Aldobrandini, circa 1665-1670
- Justus Suttermans, Ritratto del Cavalier Brandolini (?), circa 1640 - 1650
- Manifattura fiorentina del sec. XVIII, tavolo con piano raffigurante vasi etruschi, 1784

### Sala di Venere
In antico questa grande sala era l'anticamera generale dove il pubblico comune aspettava prima di essere ricevuto dal granduca. Nel 1641-42 fu decorata da Pietro da Cortona, prima delle sale della serie di pianeti a cui mise mano, per questo interamente autografa. Nella volta è raffigurato il principe adolescente che viene strappato dalle braccia di Venere da Minerva, che lo consegna al nuovo tutore Ercole. Le otto lunette sono affrescate con storie dell'anticihità legate dal tema del comportamento virtuoso di uomini illustri davanti a bellissime donne. Coevi sono i ricchissimi stucchi, in cui si distinguono i personaggi più illustri di Casa Medici (tondi) e i loro emblemi personali (spicchi dei pennacchi).
Oltre al movimentato affresco sulla volta, qui si conserva una famosa Venere italica di Antonio Canova, che però venne collocata ben dopo che la sala aveva assunto il suo nome. Si tratta di un risarcimento a Firenze per il trasferimento della Venere Medici al Louvre da parte di Napoleone, opera che comunque fu poi restituita.
Sono ben quattro i capolavori di Tiziano: Concerto, opera giovanile, Il Ritratto di Giulio II, copiato da Raffaello (opera alla National Gallery di Londra), ma diverso nei risultati soprattutto legati al magistrale uso del colore tipico di Tiziano, La Bella, dipinto per il duca di Urbino (1536), e il Ritratto di Pietro Aretino, (1545) dove si manifesta appieno la ricchezza cromatica e la complessità stilistica delle opere della maturità del maestro, per esempio con il contrasto tra i rossi della barba e il blu della veste che esalata la figura e da una sfumatura inquietante al personaggio, girato schivamente di profilo.
Non potevano mancare nella sala un rimando a Rubens, maestro ideale di Pietro da Cortona e equivalente fiammingo di Tiziano: due suoi grandiosi e solenni paesaggi, il Ritorno dei contadini dai campi e Ulisse nell'isola dei Feaci. Infine sono degne di nota due grandi marine (Marina del Faro e Marina del Porto) dipinte tra il 1640 e il 1649 dal celebre paesaggista napoletano Salvator Rosa.
Opere nella Sala di Venere:
- Caravaggio, Ritratto di Antonio Martelli, 1608–1609
- Seguace di Justus Suttermans, Ritratto di Giacinto Calducci
- Scuola emiliana del XVI secolo, Ritratto maschile
- Pietro da Cortona, Santa Martina rifiuta di adorare gli idoli
- Justus Suttermans, Ritratto di cacciatori della corte medicea, 1637 circa
- Salvator Rosa, Marina del faro, 1641
- Tiziano, La Bella, 1536 circa
- Bonifacio Veronese, Sacra Conversazione con Costantino, sant'Elena e san Giovannino, 1510 circa
- Tiziano, Ritratto di Pietro Aretino, 1545
- Manifattura fiorentina del sec. XVIII, tavolo, 1785-1791
- Matteo Rosselli, Trionfo di David, circa 1620
- Peter Paul Rubens, Ritorno dei contadini dai campi, 1627 circa
- Rutilio Manetti, Ruggero alla corte di Alcina, 1624
- Francesco Bassano, Martirio di santa Caterina d'Alessandria, 1590 circa
- Giovanni Bilivert (attr.), Apollo e Marsia
- Guercino, Apollo e Marsia, circa 1618
- Peter Paul Rubens, Ulisse nell'isola dei Feaci, 1635 circa
- Salvator Rosa, Marina del porto, 1641
- Tiziano, copia del Ritratto di Giulio II da Raffaello, 1545
- Tiziano, Concerto, 1506-1507 circa
- Sebastiano del Piombo, Ritratto di Baccio Valori, circa 1531
- Tintoretto, Venere, Amore e Vulcano, circa 1550-1555
- Scuola fiamminga del XVII secolo, Ritratto di Pietro Francavilla, circa 1610
- Salvator Rosa, Allegoria della Menzogna, circa 1645-1648
- Bartolomeo Passerotti, Ritratto maschile, circa 1570
- Justus Suttermans, Ritratto di artista
- Justus Suttermans (attr.), Ritratto di Vittoria della Rovere come sant'Orsola, circa 1637
- Justus Suttermans, Ritratto di bambino, circa 1631
- Justus Suttermans, Ritratto di Alessandro Farnese, 1639-1640
- Tiziano (attr.), Ecce Homo
- Guercino, San Giuseppe, circa 1660
- Bottega di Tiziano, Adorazione del Bambino
- Il Cigoli, Vocazione di Pietro e Andrea, 1607
- Giovanni Bilivert, Sant'Isidoro Agricola, circa 1612-1615
- Guido Reni, San Giuseppe, circa 1639-1640
- Scuola senese del XVII secolo (da Francesco Vanni), Sposalizio mistico di santa Caterina da Siena
- Francesco Curradi, Narciso al fonte, circa 1622
- Rutilio Manetti, Morte di santa Maria Maddalena, circa 1618-1620
- Antonio Canova, Venere Italica, 1804-1811
- Manifattura fiorentina del sec. XVIII, tavolo, 1785-1791
- Manifattura fiorentina del sec. XVIII, tavolo, circa 1789

### Depositi
Opere nei depositi:
- Tiziano e bottega, Ritratto di Giulia Varano, 1545-1547 circa

## Mostre
- La mostra “L'arme e gli amori”, tenutasi nel 2001 alla Galleria Palatina di Palazzo Pitti, propose un percorso espositivo composto da una vasta produzione figurativa d'ispirazione letteraria realizzata a Firenze o per Firenze tra la fine del Cinquecento e la metà del Seicento. Pittori che, confrontandosi su uno stesso tema, danno prova della varietà della pittura fiorentina del Seicento.
- “Il lato nascosto dei ritratti di Agnolo e Maddalena Doni, di Raffaello” (il restauro delle due storie del Diluvio del “Maestro di Serumido”) è una mostra del 2004 curata da Serena Padovani.
- “I viaggi devoti alla corte dei Medici. Un altare da viaggio del XVII secolo” è una mostra tenutasi alla Galleria dal 16 maggio al 5 settembre 2005, curata da F. Navarro.
- ” Un granduca e il suo ritrattista” rievoca la mostra del 1678, voluta da Cosimo III, in onore del ritrattista di corte Justus Sustermans. Con quella mostra, e i ritratti di cortigiani e parenti del granduca che essa conteneva, Cosimo celebrò anche il proprio casato.
- Tra il 2006 e il 2007 la Galleria Palatina ha organizzato una mostra sulle vicende artistiche e collezionistiche dell'Elettrice Palatina e, tramite lei, su quelle del padre Cosimo III, il fratello Ferdinando e il marito Johann Wilhelm.
- La mostra “Firenze e gli antichi Paesi Bassi 1430-1530” ha offerto, nel 2008, una panoramica delle opere olandesi prensenti a Firenze fra Quattrocento e Cinquecento e i legami con grandi maestri come Jan van Eyck, stretti grazie ai rapporti commerciali e il prestigio delle scuole pittoriche di quelle regioni.
- Il tema del Sogno è il protagonista della mostra “Il sogno nel Rinascimento” che ha avuto luogo alla Galleria Palatina nel 2013 e che ha raccolto opere provenienti dai più prestigiosi musei d'Europa.
- La galleria palatina ha organizzato una mostra (Novembre 2013-Gennaio 2014) incentrata sull'Allegoria della Pazienza, uno dei dipinti più significativi delle collezioni medicee. L'opera è oggi attribuita a Giorgio Vasari e Gaspar Becerra. La mostra indaga sul motivo del successo dell'opera e della sua importanza per la letteratura del Rinascimento, riannodando le fila delle committenze, delle fonti letterarie e dell'ambiente delle corti italiane.
- “Dolci trionfi e finissime piegature" è una mostra del 2015 che ha voluto riproporre il banchetto nuziale tenutosi il 5 ottobre del 1600 a Palazzo Vecchio per il matrimonio di Maria de' Medici e Enrico IV di Francia.
- Nel 2015 la Galleria Palatina propose un programma di visite tematiche alle cucine comuni medicee appena restaurate di Palazzo Pitti. L'obbiettivo era quello di approfondire la conoscenza del palazzo e dei suoi aspetti meno noti.